# 满族
满族（穆麟德轉寫：manju），又稱滿洲族，清代官称满洲，因以红缨为帽饰，故有红缨满洲之名，是中国少数民族之一，是通古斯民族中人口最多的支系，2020年普查人口数量達到了1042萬人，为中国的第六大族群、仅次于汉族、壮族、回族、维吾尔族、苗族。满族及其先民靺鞨、女真，曾经在中国历史中先后建立渤海、金朝、东夏、后金和清朝。目前满族主要分布于中国东北及华北地区，以散居为主，其中居住在辽宁的人口最多。此外，河北、黑龍江、吉林、內蒙古及北京等31個省市自治区也有广泛的人口分布。除了散居之外，满族也有自己的聚居区，如新宾、岫岩、青龙、丰宁、伊通、清原、围场、宽城、本溪、宽甸、桓仁共11个自治县，还有凤城及北镇两个享有民族县待遇的县级市和满族的民族自治乡镇300余个。

## 族名来源
关于满洲（manju）这一族名的来历说法不一，清史学界至今尚未达成共识。根据清朝官方（滿洲源流考）观点表示，满洲之名源于文殊菩萨（Maṅjuśrī），乾隆帝还特别在其诗中自注以表示对这一说法的认同。该词可能是經維吾爾語譯為蒙古語，之後進入滿語。努爾哈赤建國時，以滿洲國（穆麟德轉寫：manju gurun）為名，取“文殊菩薩的土地”之意。一些学者则认为“满洲”一词并非来源于佛教，而是由靺鞨等部落的酋长尊称“瞒咄”、“满住”演化而来。
還有学者认为满洲其实是一个由man和ju连结而成的组合词。man来自于满语“mangga”（ᠮᠠᠩᡤᠠ），意为“强硬的”；“ju”（ᠵᡠ）为箭，因此满洲之意是“强悍的弓箭”。此外还有民国学者傅斯年的“建州说”、章太炎的“满饰说”、日本学者市村瓚次郎的“勿吉靺鞨音轉说”、孙文良的“蔓遮说”和“满洲江说”等。
新近一篇对manju词源的研究进一步支持了以下观点，即manju与其他属于满-通古斯语系的语言中指代黑龙江下游的词语同源（在属于南通古斯语族的赫哲语/那乃语中对应的词汇为Мангбо，可组成短语Да̄и мангбо，意为黑龙江；同属于南通古斯语族的乌尔奇语中对应的词汇为Маӈгу；在属于北通古斯语族的涅吉达尔语中对应的词汇为Мамӈу），可重构为原始通古斯语*mamgo，意为“黑龙江下游、大河”。

## 发展历史

### 早期概况

肃慎的大致方位

滿族的先人可追溯到先秦古籍所记载的肃慎。他们发源于今长白山以北、东临大海的黑龙江流域，以精于弓箭制造而闻名。早在舜的时代，就曾向中原王朝进献“楛矢石砮”。周武王、成王、康王时期，肃慎也曾派使者朝贺。由于同中原王朝联系频繁，所以当时的人认为肃慎与燕、亳同为周王朝的北方领土。
到了汉代，肃慎在史书中多作挹婁，但有时仍作肃慎。当时挹婁诸部均各自为政，没有统一的首领，一度受到扶余的支配。三国时期，挹婁摆脱了扶余的控制和阻隔，重新同中原王朝取得了联系。他们所贡献的除楛矢石砮外，又以“挹婁貂”而闻名。在晋朝之后，北朝史书又改稱其为勿吉，隋唐之后以靺鞨为名。在这一时期，扶余因常年遭受鲜卑攻击，国力渐至衰败，最终被靺鞨所灭。但此后，靺鞨又先后臣服于高句丽和唐朝。698年，粟末靺鞨首领大祚荣仿照唐制，建立了有“海东盛国”之称的渤海国。唐朝末年，契丹兴起于辽，渤海与之作战不利而遭到吞并。此时，附属于渤海国的黑水靺鞨趁机向南扩张，后归服契丹。因契丹人称其为女真而逐渐弃用黑水靺鞨之称。契丹及其后身辽国将女真人分为“熟女真”和“生女真”两类。熟女真数千户居住于辽阳，主要以耕种为生，受辽国直接管辖；而主要以渔猎为生的生女真各部仍然采取首领册封的方式接受辽国的统治。
1114年，生女真完颜部首领阿骨打因反抗辽国的压迫而起兵，建立金国，同时联合北宋成功灭辽。其弟金太宗吴乞买时期以灭辽之余威南下攻灭北宋，擒徽钦二帝，同南宋并立，后又一度迫使南宋称臣。金以燕京为中都，北至外兴安岭，南临淮河，东到日本海，西临蒙古。在王朝的初期，统治者参考汉字和契丹文字创制了女真文。随着金朝的势力逐渐延伸，大部分女真人也随之进入中原。金朝统治者虽然尽力提倡使用女真语言文字、维持猛安谋克军事制度。然而，终因与汉人杂处，到了金朝后期，中原女真人的民族特点已基本消失。1206年，蒙古成吉思汗崛起于大漠，开始向政局逐渐衰败的金国宣战。金国屡战屡败，尽失其北方领土，只得南迁汴京。末代君主金哀宗完颜守绪曾励精图治，但积重难返，始终无法扭转败局。1234年，成吉思汗之子、也是其汗位的继任者窝阔台灭金于蔡州。

### 元朝时期
1279年，已改国号为元的蒙古大汗忽必烈完成了对南宋的征服。元朝统治者将其所属臣民依次划分为蒙古、色目、汉人、南人四个族群。当时，留居中原的女真人因民族特点的消失而被统治者归入汉人行列；而生长东北、不通汉语的女真人则被视同蒙古人。他们被编为诸多女真万户，由朝廷设置的遼陽行省管辖，并开始广泛受蒙古语言文化影响。
至元朝末期，各地农民起义不断，辽东地区也陷入了一个不稳定的局面。由于元朝同高丽的特殊关系，当时有人口众多的高丽人定居辽东。随着元末朝廷统治权威的衰落，高丽还曾一度控制辽东。在这种情况下，许多女真万户选择内附高丽，如努尔哈赤之先世、斡朵里万户猛哥帖木儿曾追随高丽大将、也就是后来的朝鲜太祖李成桂。李成桂代高丽自立后授猛哥帖木儿为万户，朝鲜太宗李芳远时期，又授上将军之职。除了高丽之外，当时辽东地区还有木华黎九世孙、元朝辽阳行省左丞相纳哈出拥兵数十万于海西。
1368年，明太祖朱元璋称帝，建立明朝。同年，攻占元大都，元顺帝北逃，蒙古人在中原的统治终结。

### 明朝时期
1387年，明太祖以冯胜为大将军出征海西。作为故元在非蒙古地区最后的抵抗势力，纳哈出自觉难以维持，于是选择投降，明朝打开了通往辽东之路。1388年，明朝收回高丽所据之辽东领土，并与其划界于鸭绿江，还阻止高丽对女真进行管制。高丽禑王上表抗辩，遭明太祖驳回。永乐初年，胡里改万户阿哈出、斡朵里万户猛哥帖木儿相继入明朝见。此時，已经取代高丽的朝鲜王朝上表明廷，希望能够召回猛哥帖木儿，但明朝没有同意。明成祖设置建州卫和建州左卫军民指挥使司，分别以二人为指挥使。后来，猛哥帖木儿等还随明成祖亲征阿鲁台。随着阿哈出、猛哥帖木儿等人的入明朝见，女真诸首领归附之人也越来越多。明朝遂以“众建之而分其力”的办法，陆续设置384卫、24所、7地面、7站、1寨。朝廷还在此之上设立奴儿干都司管辖诸卫所，前期由海西女真人、内官亦失哈担任镇守太监经略该地区，后因长期弃置于1434年正式裁撤。
1449年，蒙古太师也先发动了对明朝的进攻，他在土木堡击败明军，俘获了率军亲征的明英宗。一些建州和海西的卫所趁机向辽东进攻以配合也先的军事行动。然而，也有为数不少的女真卫所遭到了也先的攻击，许多女真世袭首领因遭到也先所部劫掠，失去了世袭的凭证，他们后来只能以中书舍人的名义进行朝贡，可获得的赏赐比之前少了很多。自此，明朝对于女真的威信开始衰落，女真诸部逐渐失去控制。一些首领如董山、王杲等甚至敢于公然向明朝挑战，劫掠辽东地区。也大约是在这一时期，女真文彻底失传，女真人主要改用蒙古语为书面语言，一少部分则使用汉文。当时女真人已大致形成建州、海西和野人三大部分。其中建州同海西从牡丹江流域逐渐南迁至辽东一带，并定居于此。
1583年，出身建州左卫指挥使世家的努尔哈赤因祖、父被明朝误杀，以先人所留下的“十三副遗甲”起兵，开始了他之后建国称汗的道路。与之前一味臣服或选择同明朝直接对抗的诸多女真领袖不同，努尔哈赤起初仍然依靠明廷所授予的官职来发展自己的实力，表面称臣，暗中称雄，聰明地利用时局，逐渐在大体上统一女真、降服临近蒙古诸部。期间努尔哈赤创建了八旗制度以凝聚部众，还令手下学者额尔德尼和大臣噶盖根据蒙古字母创制新的文字来拼读女真语（即后来的满文），逐渐解决了当时女真人书面交流只能使用蒙文或漢語所带来的诸多不便。1616年，努尔哈赤认为时机已经成熟，于是在赫图阿拉称汗，创立后金，建元天命。1618年，努尔哈赤发布七大恨正式誓师伐明，其后接连攻克开原、铁岭、辽阳、沈阳等地，并迁都沈阳。后金进入辽沈地区之后，一方面下令收养归降汉人，另一方面却推行剃发、大量迁民、清查粮食、征发差役等弊政，激起了辽东汉人的反抗，他们有的逃亡，有的则针对女真人采取投毒、袭杀、暴乱等反抗方式，给后金在辽沈地区的统治带来了一定的困扰。对此，努尔哈赤采取了强力镇压的手段，许多汉人被杀，剩余则降为奴仆，编入庄田。
1626年，努尔哈赤在宁远之战失利后不久去世，继任者皇太极恢复了部分汉人的原有待遇，同时开科取儒，使得汉人地位获得显著提高，缓和了后金内部女真同汉人之间的矛盾。皇太极还将后金所属汉人和蒙古人等也一同编入八旗制度，创建了汉军和蒙古八旗。他们同满洲一样，也被称作旗人。1635年，皇太极改族名诸申为满洲。次年（1636年），又改國號后金為「大清」，去汗号而称帝，并改元「崇德」，追尊其父努尔哈赤为清太祖。在皇太极统治时期，他曾几次率军绕道蒙古攻打北京等地，但终因明朝关宁锦防线的阻隔，始终无法对关内地区进行有效控制。

### 清朝時期

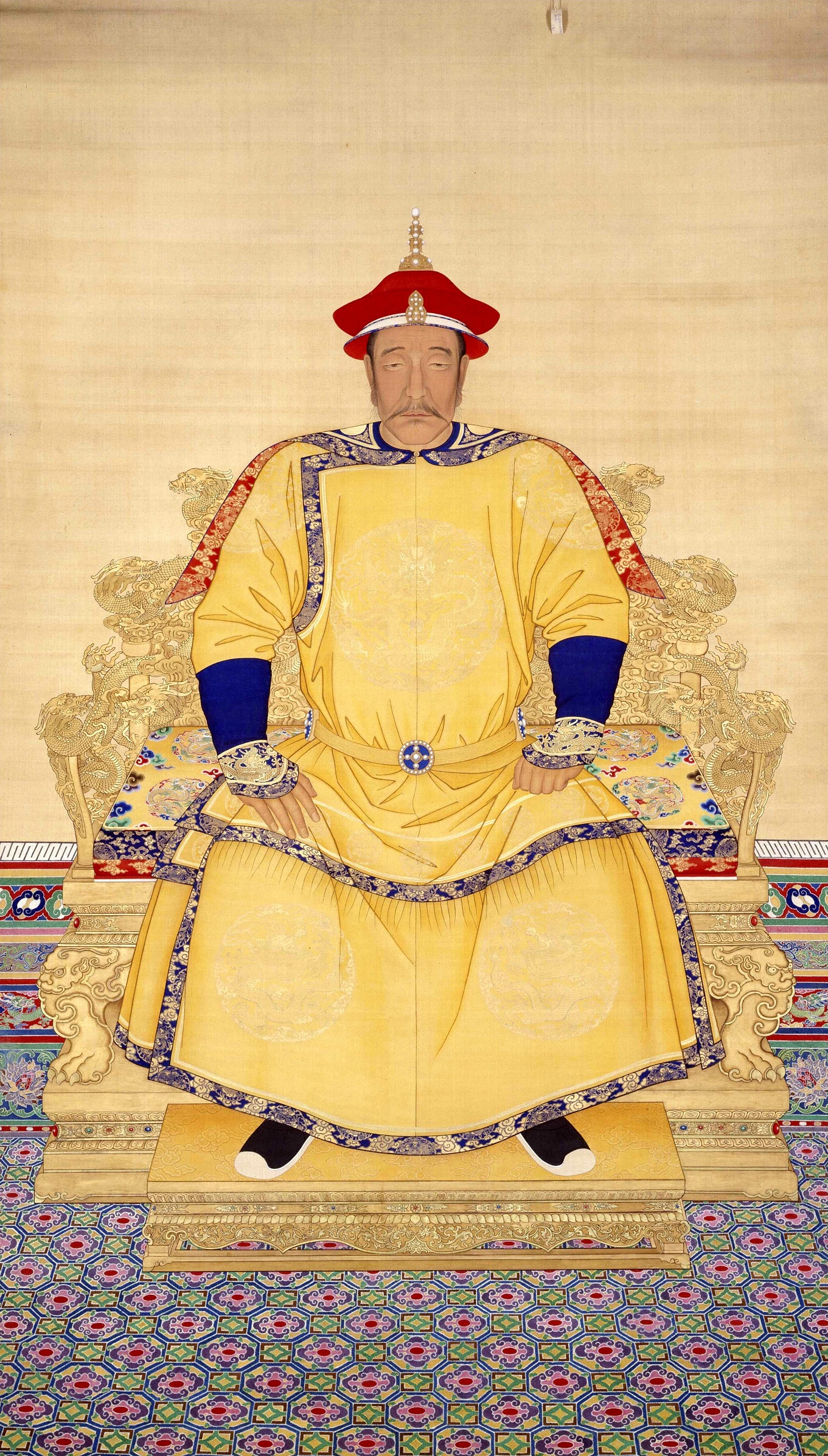
清太祖努爾哈赤朝服像

1643年皇太極去世，其子福臨繼位，是為順治帝，由睿親王多爾袞攝政，主持大局。1644年，李自成攻入北京，崇祯帝朱由檢上吊自殺。不久，在明朝降將吳三桂的協助下，清軍順利進入山海關，擊敗李自成，定鼎北京。此後，歷經順康兩代20年左右的時間，清朝陸續消滅了殘存的南明抵抗勢力，完成對中原的征服。隨著清朝勢力向關內擴張，絕大多數的八旗官兵及眷屬也「從龍入關」，隨之定居北京。這一系列舉措曾一度使留守東北的八旗兵僅剩下1524人。直到康熙年間，清朝與沙皇俄國發生了邊界衝突，這使得統治者重新重視東三省的防務。他們開始有計劃的使部分旗人向故土回流。到了乾隆年間，東北駐防20餘處，還有守護陵寢、圍場、邊門的旗兵總數已恢復至近5萬人。不過，如雍正帝所言，「駐防之地不過出差之所，京師乃其鄉土。」北京始終是清代滿族的「大本營」。此外，還有一部分八旗官兵於關內各處和其他邊疆要隘駐防，如江寧、京口、杭州、乍浦、福州、廣州、荊州、成都、西安、開封、德州、青州、太原、寧夏、綏遠、右衛、涼州等地。使得滿族在一定程度上改變了原本的分佈局面，並在全國範圍內形成了大分散，小聚居的特點。
在與南明等抵抗勢力作戰的過程之中，清朝統治者推行了薙髮、易服、圈地、佔房、投充、逋逃等弊政，造成漢人反抗不斷。連年的戰亂導致人口減少、社會發展受到了阻礙和破壞。鑑於此，康熙帝親政後逐漸取消了這一系列弊政。此時政局日漸穩定，旗漢之間的緊張關係也得到了一定程度的緩解。不過，清廷始終以八旗為國家根本，實行差別待遇。旗人在教育、科考、任職、律法等政治、經濟領域均享有一定特權，並與漢人隔離居住。在此基礎上清朝統治者還進一步推出了「首崇滿洲」的國策，以強化滿洲作為統治族群的地位。
諸多優待政策的初衷主要是為了保證兵源、加強八旗的軍事職能。同時，這也導致滿族受到束縛，居所不能遠離本佐領之所在；八旗兵役也使得許多人在各大戰爭中戰死疆場，一定程度上阻礙了滿族人口的發展；經濟方面，滿族也過於依賴八旗制度，清廷除兵差外，僅允許旗人在所屬旗地務農，這使得以京旗為主、已經適應城居生活的滿族在清朝中期開始出現生計問題。幾代皇帝都嘗試解決八旗生計問題，但終因不肯放任旗人自行謀生而均告失敗。此外，東北滿族因保持八旗兵農合一的習俗，始終沒有產生嚴重的生計問題。自乾隆末年，清朝開始走向衰落，並且在之後一系列與外國侵略者的戰爭中接連失敗，陷入內憂外困。這期間，在與漢人的交流中，滿族逐漸接受漢文化，被視為立國根本的國語騎射遭到廢弛。清末民初時，僅有黑龍江齊齊哈爾和璦琿一帶還有滿語使用者。
1907年，清廷即將實施預備立憲，以期維持統治。期間，正式宣佈廢除旗漢界限，取消旗人諸多特權與束縛，與漢人一體對待，但為時已晚。1911年，辛亥革命爆發，清廷接受優待條件，宣統帝退位，清朝的統治至此終結，中華民國建立。由於民族宿怨的累積，在革命黨人起事的過程中，西安、福州、江寧和武昌等地都發生了針對驻防八旗軍民的屠殺事件。但也有一些地方採取了和平解決的辦法，在四川，成都將軍玉崑和一些滿族官員同當地的漢族士紳關係融洽，許多滿族官員甚至同情革命。在滿漢雙方的努力協調下，成都駐防旗軍與四川大漢軍政府達成了和平易幟的協議，滿族獲「優予保護」，「始終未妄殺一人」。广州和杭州也大致和平解決。在滿漢民族交流融洽的東北地區，旗人出身的革命黨人張榕、寶崑等還提出了「以建設滿漢聯合共和政體為目的」，提倡聯合滿族共同起事。在武昌起義之後，活動在滿族比較集中的東北地區的革命黨人，「分頭秘密集會，共謀起義，促動關外三省獨立」。滿族革命志士奮起響應，投入到革命之中。

### 民国至今

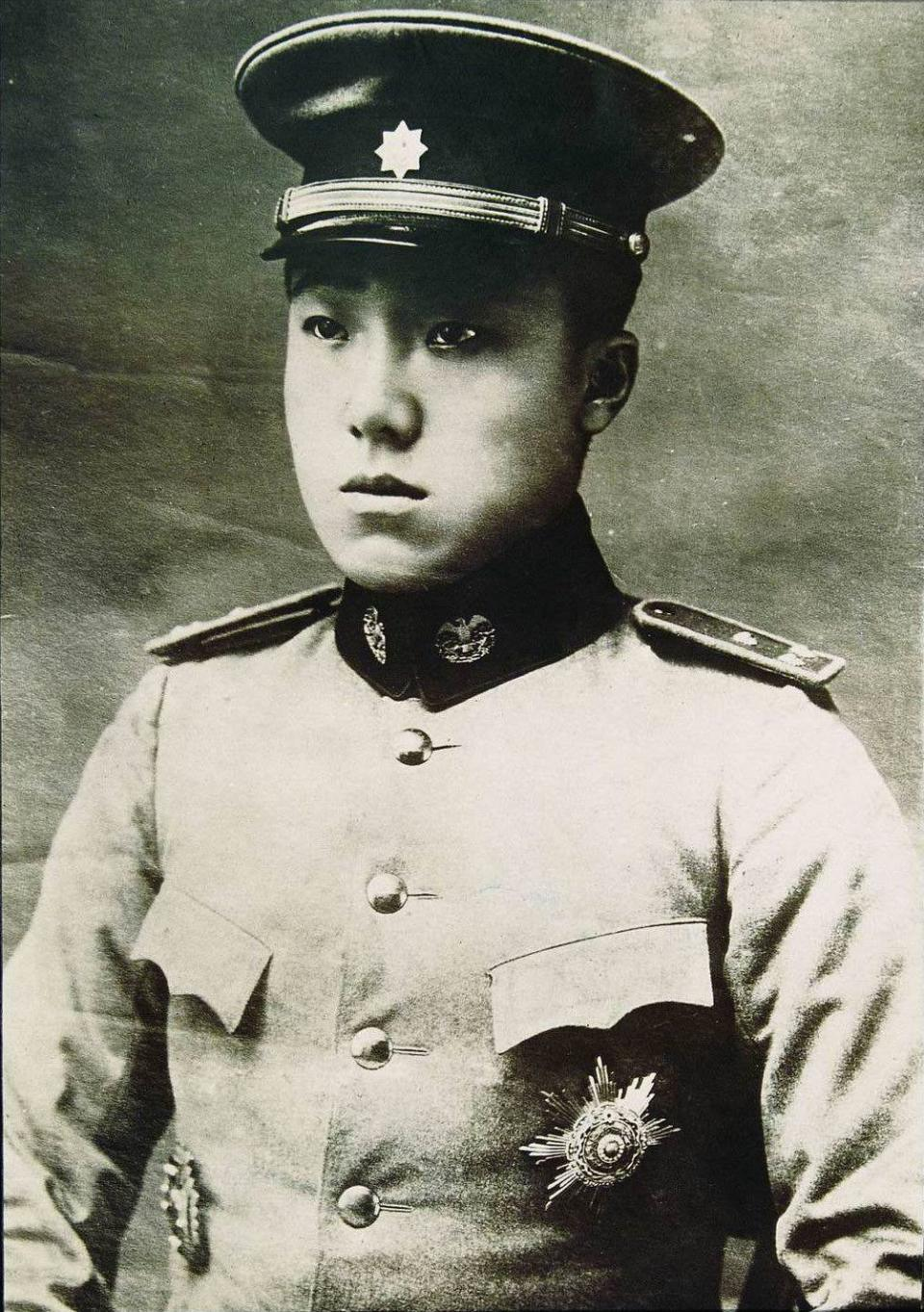
载涛现代新式军服像

民国成立之后，满洲正式改称满族，成为中华民国“汉满蒙回藏”五族共和的成员之一。当时满族的境遇已大不如前，许多人不得不将名字更改为汉姓汉名，靠隐瞒族籍以避免遭受不公正的待遇。京旗满族通常用组织协会、社团的方式来维护自身权益。当时八旗各有“生计处”以寻求解决旗人的生计问题的途径。除此之外还有满族同进会、八旗生计维持会、宗族生计维持会、旗籍生计研究会、共和旗族生计同仁会、两翼八旗生计研究会、内务府三旗共和协进社、外三营生计协进会、八旗生计讨论会，还有一些小型的知识分子集会，主要讨论生计、就学、就业和民族不受侮辱的解决途径。
抗战时期，京旗满族人郭岳昆组织了满族抗战建国会，不久被日本宪兵侦破，遭到解散。抗战胜利后，由溥儒主持创立满族文化协进会，后改名北京满族协会，大部分为原满族抗战建国会会员，他们继续为满族获得平等待遇而努力，但由于当时社会环境的局限仍然收效甚微。不过，在满族协会对会员的登记过程中，将他们的老姓、所冠汉姓、职业、生活情况等信息进行了记录，这些信息为日后的满族研究，尤其是京旗满族姓氏的研究留下了宝贵的资料。
同京旗和关内各地的满族不同，东北满族大多保有前清时期的旗地，同时也早与汉人一样从事其他职业，此外，满、汉之间关系融洽，因此并没有像关内满族一样遭遇民族和生计问题。当时東北的政局也比關內穩定，主政者張作霖並沒有對滿族人趁火打劫，而且東北的皇陵、旗地甚至一直由滿族自管直至1949年。1931年，作为九一八事变的延续，大日本帝国在东北建立了由其实际控制的傀儡政权满洲国，以逊帝溥仪担任执政（后称皇帝）。虽然名为满洲，实际上却是一个包含当时东北各个民族的一个全新的国家，所谓“满洲人”也指的是满洲国境内之人。虽然有部分前清满洲贵族子弟如溥杰跟随溥仪，但也有许多东北满族，如陈翰章、白乙化、邓铁梅、赵侗组织起义军反抗日本在东北的实际统治。在抗日战争中也有许多国军满族军人如佟麟阁、吴克仁为国捐躯。
1952年，新成立不久的中华人民共和国政府正式承认满族为中国境内的少数民族之一，恢复了满族作为少数民族应有的待遇。毛泽东、周恩来等国家领导人还对满族和清朝给予了公正、客观的评价。1956年2月18日，國務院曾發出通知，下令今後在行文和書報雜誌裡一律不用「滿清」稱謂；通知指出，「滿清」這個名詞是在清朝末年中國人民反對當時封建統治者言這一段歷史遺留下來的稱謂，為增進民族團結，今後除引用歷史文獻外，一律不准用「滿清」這個名稱，將滿族人民和滿族統治者區別開來。许多之前隐瞒民族身份的满族人恢复了民族身份，满族的人口数量也因此成倍增长。滿族自进入民国以来，逐渐发展成为清代旗人長期生活在八旗制度中，增長了共同的心理素質而產生的民族共同體，是否拥有旗籍成了中华人民共和国识别满族的一个重要参考之一，所以除了满洲旗人後裔之外，也包括几乎全部的蒙古和大部分汉军旗人的後裔。然而，在清代被编隶于八旗的一些锡伯、索伦等部落在当代则成为了锡伯族、鄂温克族、鄂伦春族、赫哲族、达斡尔族等不属于满族的其他民族。此外，也有部分满族由于种种原因在民族识别时填报汉族，落实民族政策时亦未有更正。北京、华东、华南等地均有为数不少的满族填报汉族。
1980年代，新宾、岫岩、凤城、青龙、丰宁、伊通、清原、北镇、围场、宽城、本溪、宽甸、桓仁满族自治县相继成立。1994年，凤城、北镇改为县级市，但仍享有民族县的待遇。此外，还相继恢复或建立了满族的民族自治乡镇300余个。同一时期，政府和民间组织开始重视对满族文化、语言的保护和拯救。尽管形势并不乐观，但在当地政府的帮助下，自1990年代起，满语开始进入了东北各地满族中学和小学的课堂。在21世紀初期，因為全球化與網際網路影響，滿族的文化自我認同逐漸恢復，在中國，有越來越多滿族後裔承認自己的民族身份，學習滿語與滿洲文化。

## 民族分布、人口及語言

### 民族分布

#### 中国大陆
根据2010年中国人口普查显示，满族的人口数量为10,410,585人，约占中国人口的0.78%、少数民族人口的9.28%。省级行政区中，辽宁与河北的满族人口超过百万。其中辽宁省有满族5,336,895人，占满族人口的51.26%，占辽宁省人口的12.20%，为满族人口的主要集中之地；河北省有满族2,118,711人，占满族人口的20.35%，占河北省少数民族人口的70.80%。吉林、黑龙江、内蒙和北京的满族人口超过十万；天津、河南等17个省级行政区各有数万；安徽、福建等7个省级行政区各有数千；西藏自治区的满族人口最少，为153人。在辽宁、河北、黑龙江和北京，满族为第一大少数民族。尤其在辽宁、河北、黑龙江三省，满族占当地少数民族的比例超过50%；在吉林、内蒙、天津、宁夏、陕西与山西，满族为第二大少数民族；在河南、山东与安徽则位列第三。

#### 臺灣
由于各種不同因素，满族人在中国大陆以外的地区或國家也有一定的人口分布，台湾即是主要的区域之一。早在乾隆年间，就有金朝皇族完颜宗翰的二十二世孫粘德尚、粘德粵、粘德恩三兄弟移居台湾，现在已发展为有五百余戶、八千多人口的大家族。成批移往台灣的滿族主要为1949年隨同中華民國政府播遷到臺灣的滿族民意代表；其中有立法委員、國大代表、學者、宗教家、自由人士及公教人員和眷属等。中华民国满族协会的发起人之一、首任会长、如清朝宗室溥儒就是其中的代表。其他著名人士还有儒家學者毓鋆、前考试院长关中、前中华民国驻美国代表金溥聪、演員胡茵夢、郭子乾、那維勳、导演钮承泽、立法委員高金素梅等。現在台灣的滿族人，總計約一萬兩千余人。

#### 其他國家
除此之外，还有一定数量的满族人移居美国、加拿大、日本等地。美国满族以美国陆军军法署第33任司令官傅履仁将军为代表，根据2000年美国人口普查数据显示，满族裔美国人的数量为379人。

### 人口

#### 各地满族人口分布
| 位次 | 地区       | 总人口        | 满族 人口  | 占满族 人口比例（%） | 占地区 少数民族 人口比例（%） | 占地区 人口比例（%） | 占地区少数民族 人口的位次 |
|      | 合计       | 1,335,110,869 | 10,410,585 | 100                  | 9.28                          | 0.77                 |                           |
|      | 31省份合计 | 1,332,810,869 | 10,387,958 | 99.83                | 9.28                          | 0.78                 |                           |
| G1   | 东北地区   | 109,513,129   | 6,951,280  | 66.77                | 68.13                         | 6.35                 |                           |
| G2   | 华北地区   | 164,823,663   | 3,002,873  | 28.84                | 32.38                         | 1.82                 |                           |
| G3   | 华东地区   | 392,862,229   | 122,861    | 1.18                 | 3.11                          | 0.03                 |                           |
| G4   | 中南地区   | 375,984,133   | 120,424    | 1.16                 | 0.39                          | 0.03                 |                           |
| G5   | 西北地区   | 96,646,530    | 82,135     | 0.79                 | 0.40                          | 0.08                 |                           |
| G6   | 西南地区   | 192,981,185   | 57,785     | 0.56                 | 0.15                          | 0.03                 |                           |
| 1    | 辽宁       | 43,746,323    | 5,336,895  | 51.26                | 80.34                         | 12.20                | 第01位                    |
| 2    | 河北       | 71,854,210    | 2,118,711  | 20.35                | 70.80                         | 2.95                 | 第02位                    |
| 3    | 吉林       | 27,452,815    | 866,365    | 8.32                 | 39.64                         | 3.16                 | 第03位                    |
| 4    | 黑龙江     | 38,313,991    | 748,020    | 7.19                 | 54.41                         | 1.95                 | 第02位                    |
| 5    | 内蒙古     | 24,706,291    | 452,765    | 4.35                 | 8.96                          | 2.14                 | 第03位                    |
| 6    | 北京       | 19,612,368    | 336,032    | 3.23                 | 41.94                         | 1.71                 | 第02位                    |
| 7    | 天津       | 12,938,693    | 83,624     | 0.80                 | 25.23                         | 0.65                 | 第03位                    |
| 8    | 河南       | 94,029,939    | 55,493     | 0.53                 | 4.95                          | 0.06                 | 第04位                    |
| 9    | 山东       | 95,792,719    | 46,521     | 0.45                 | 6.41                          | 0.05                 | 第04位                    |
| 10   | 广东       | 104,320,459   | 29,557     | 0.28                 | 1.43                          | 0.03                 | 第09位                    |
| 11   | 上海       | 23,019,196    | 25,165     | 0.24                 | 9.11                          | 0.11                 | 第05位                    |
| 12   | 宁夏       | 6,301,350     | 24,902     | 0.24                 | 1.12                          | 0.40                 | 第03位                    |
| 13   | 贵州       | 34,748,556    | 23,086     | 0.22                 | 0.19                          | 0.07                 | 第18位                    |
| 14   | 新疆       | 21,815,815    | 18,707     | 0.18                 | 0.14                          | 0.09                 | 第10位                    |
| 15   | 江苏       | 78,660,941    | 18,074     | 0.17                 | 4.70                          | 0.02                 | 第07位                    |
| 16   | 陕西       | 37,327,379    | 16,291     | 0.16                 | 8.59                          | 0.04                 | 第03位                    |
| 17   | 四川       | 80,417,528    | 15,920     | 0.15                 | 0.32                          | 0.02                 | 第10位                    |
| 18   | 甘肃       | 25,575,263    | 14,206     | 0.14                 | 0.59                          | 0.06                 | 第07位                    |
| 19   | 云南       | 45,966,766    | 13,490     | 0.13                 | 0.09                          | 0.03                 | 第24位                    |
| 20   | 湖北       | 57,237,727    | 12,899     | 0.12                 | 0.52                          | 0.02                 | 第06位                    |
| 21   | 山西       | 25,712,101    | 11,741     | 0.11                 | 12.54                         | 0.05                 | 第03位                    |
| 22   | 浙江       | 54,426,891    | 11,271     | 0.11                 | 0.93                          | 0.02                 | 第13位                    |
| 23   | 广西       | 46,023,761    | 11,159     | 0.11                 | 0.07                          | 0.02                 | 第12位                    |
| 24   | 安徽       | 59,500,468    | 8,516      | 0.08                 | 2.15                          | 0.01                 | 第04位                    |
| 25   | 福建       | 36,894,217    | 8,372      | 0.08                 | 1.05                          | 0.02                 | 第10位                    |
| 26   | 青海       | 5,626,723     | 8,029      | 0.08                 | 0.30                          | 0.14                 | 第07位                    |
| 27   | 湖南       | 65,700,762    | 7,566      | 0.07                 | 0.12                          | 0.01                 | 第09位                    |
| 28   | 江西       | 44,567,797    | 4,942      | 0.05                 | 2.95                          | 0.01                 | 第06位                    |
| 29   | 重庆       | 28,846,170    | 4,571      | 0.04                 | 0.24                          | 0.02                 | 第07位                    |
| 30   | 海南       | 8,671,485     | 3,750      | 0.04                 | 0.26                          | 0.04                 | 第08位                    |
| 31   | 西藏       | 3,002,165     | 718        | <0.01                | 0.03                          | 0.02                 | 第11位                    |
|      | 现役军人   | 2,300,000     | 22,627     | 0.24                 | 23.46                         | 1.05                 | 第02位                    |

#### 主要满族聚居区

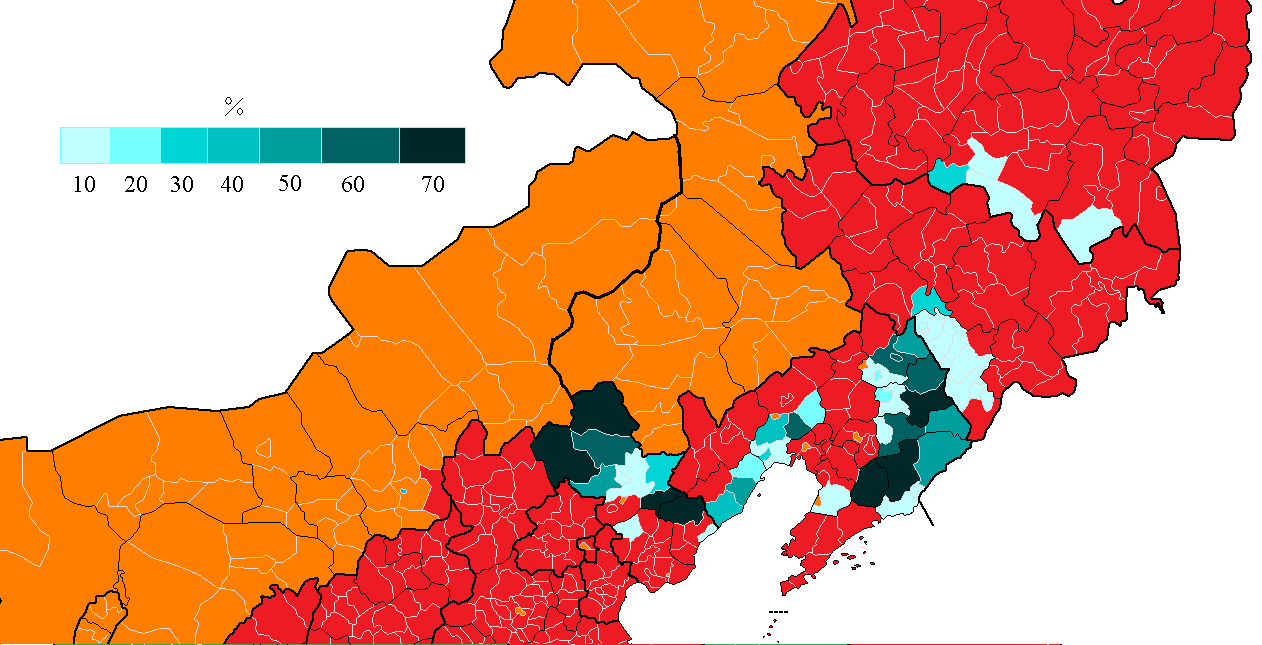
满族人口分布
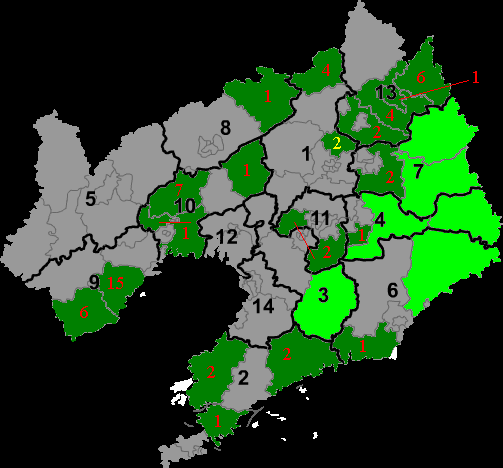
辽宁省满族自治区域
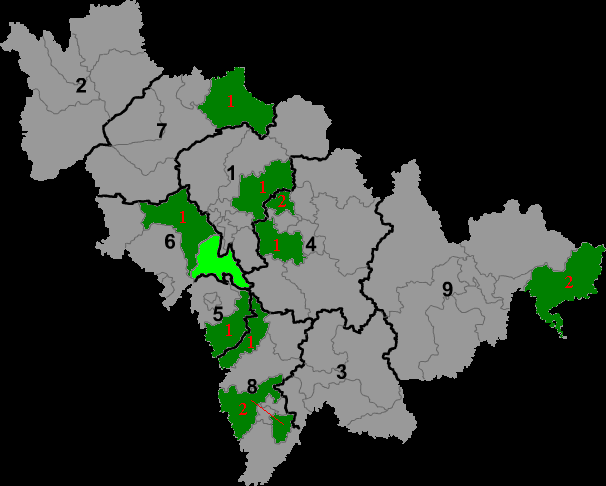
吉林省满族自治区域
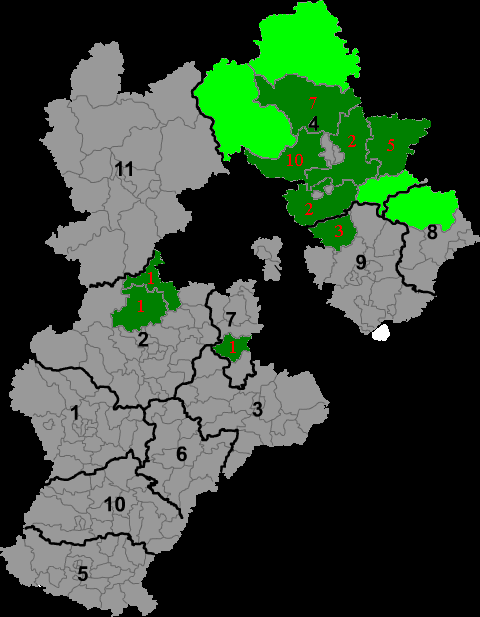
河北省满族自治区域

| 满族自治县           | 所属省份 | 所属市州 |
| 青龙满族自治县       | 河北     | 秦皇岛   |
| 丰宁满族自治县       | 河北     | 承德     |
| 围场满族蒙古族自治县 | 河北     | 承德     |
| 宽城满族自治县       | 河北     | 承德     |
| 岫岩满族自治县       | 辽宁     | 鞍山     |
| 清原满族自治县       | 辽宁     | 抚顺     |
| 新宾满族自治县       | 辽宁     | 抚顺     |
| 宽甸满族自治县       | 辽宁     | 丹东     |
| 本溪满族自治县       | 辽宁     | 本溪     |
| 桓仁满族自治县       | 辽宁     | 本溪     |
| 伊通满族自治县       | 吉林     | 四平     |

- 满族人口分布
- 辽宁省满族自治区域[p]
- 吉林省满族自治区域
- 河北省满族自治区域

### 語文

#### 语言

Wikipedia的满文写法

满族本民族的语言是满语，属于阿尔泰语系南通古斯语族。由于清朝时期为国语，故而又称“清语”。满语的标准语言被称作“规范语”，起源于未入关前的建州口音，乾隆年间经清高宗规范，因此又叫“钦定新清语”。清朝时期，满族人见皇帝报履历、奏事、答问等必须使用规范语。如果奏事时带有讹音会遭到皇帝的斥责。坤宁宫和堂子祭祀时萨满所用之祝词也需要使用规范语。此外，满族人因世居地的不同还有诸多方言，如北京、盛京、宁古塔、阿勒楚喀等方言。

#### 文字
满族的前身女真人曾经创造过来源于汉字、契丹文的女真文，于金朝时期通行一时。但因金朝后期中原女真人高度汉化，加上元朝时期东北女真的蒙古化，致使女真文在明朝中后期失传，以至于明末女真人“凡属书翰，用蒙古字以代言者十之六七，用汉字以代言者十之三四”。后努尔哈赤兴起，往来文书多有不便，于是命噶盖和额尔德尼二人以蒙古字母拼写满文。二人创制而成，被后世称为“无圈点满文”（老满文）。然而，无圈点满文“形声规模，尚未多备”，某些清浊辅音及少数元音无法区分。于是，天聪（一说天命）年间，由达海最终完善。他使用圈点来区分清浊辅音和音似元音，因此被称为“有圈点满文”（新满文）。

#### 现状
自嘉庆以后，满族人多已掌握汉语文并达到了相当高的程度，而熟练运用满语之人却呈不断下降趋势。尽管历代皇帝反复强调“国语”的重要性，但依然于事无补。至民国建立，满语失去国语地位，其教学环境更是雪上加霜。当今满族普遍使用汉语普通话為母語，以满语为母语者已不足百人，他们大多集中在黑龙江省富裕县友谊乡三家子村。不过，自1990年代起，在辽宁、吉林、黑龙江等地政府的扶助之下，满语教学开始进入了各地满族中小学的正式课堂。此外，在中国北方各地还有一些满族热心人士通过免费开班授课等渠道，希望可以使满语在满族人中间更加普及。经粗略估计，目前通过各类满语学习方式达到能讲能说状态者有数千人。

### 姓名

#### 姓氏

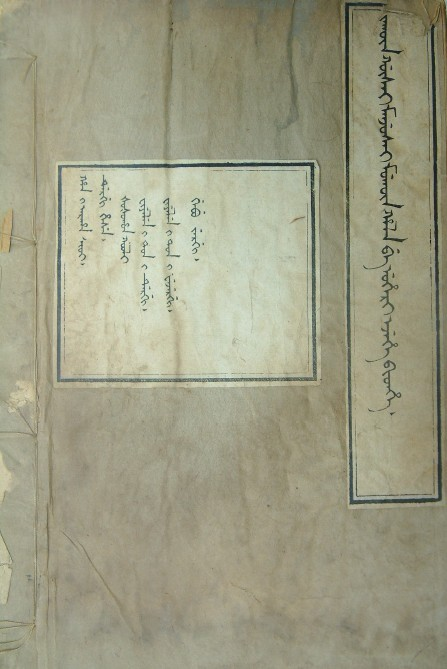
《清文八旗满洲氏族通谱》封面

满族的姓氏叫做“哈拉”（穆麟德轉寫：hala），主要承继自金朝女真姓氏。常用“穆昆”（穆麟德轉寫：mukūn）冠于哈拉之前，用表示来同一姓氏内的家族分支。根据乾隆年间编纂的《八旗满洲氏族通谱》记载，满洲姓氏多达1114个。其中被称作“著姓”的有：瓜尔佳氏、钮祜禄氏、舒穆禄氏、他塔喇氏、觉罗氏和那拉氏。金朝时期，由于女真人受契丹人和汉人影响，习惯于姓名连写。但蒙古灭金之后，女真人长期受接受蒙古文化，所以元明女真人、清代满洲人同蒙古人一样，有“称名不道姓”的习俗。这常使他人产生“满族没有姓氏”、“旗人父子不同姓”、“满族一辈一姓”等误解。不过，与蒙古族不同，满族人人皆有姓氏。历史上，满族也曾有过使用汉姓的习惯。金朝時期即有“完顏漢姓曰王、烏顧論曰商、紇石烈曰高、女奚烈曰郎、蒲察曰李……”的记载。但清朝为了防止姓氏汉化，不准满人使用汉姓。一经发现，会遭到朝廷治罪。

#### 名字
满族人有自己传统命名习俗，取名时会在词尾添加“阿”（᠊ᠩᡤᠠ -ngga）、“额”（᠊ᠩᡤᡝ　-ngge）、“武”（᠊ᠩᡤᠣ -nggo）等，表示形容词“的”之意味；也会在词尾使用“布”（᠊ᠪᡠ -bu）的后缀，表示被动词“使”；也会使用名词，尤其以动物名命名；或是以出生时长辈某人年龄的数字命名；还有词尾接以“保”（᠊ᠪᠣᠣ 穆麟德：-boo，太清：-bou）、“善”（᠊ᡧᠠᠨ 穆麟德：-šan，太清：-xan）、“齐”（᠊ᠴᡞ 穆麟德：-ci，太清：-qi）等命名方式。满族也会采用蒙古族命名方式，在词尾添加“泰”（᠊ᡨ᠋ᠠᡳ -tai）或“图”（᠊ᡨᡠ᠋ -tu）来表示“有”，或是直接用蒙古语命名。满族也有用汉语命名的习惯。清朝时期，满族取汉名喜用吉利字眼，但至嘉庆年间起，命名字又被正式限制在两字，而且禁止同一首字几代连用以防止姓氏因岁月流逝而被取代，官员如有违反这一取名规则的会遭致皇帝的训斥以及勒令改名。另外，满族取用汉名的同时也曾效仿汉人取用字，但用法略有不同。汉人以姓连接字、昵称、职称等相称，但满族习惯以名字中的第一个字相称。

#### 现状
当代满族人大多数以汉语命名，所使用的汉姓大多与本来的满族姓氏或祖先名字的首字有关，所以通常均按照一定的规律改变而来。此外，也有使用汉姓满名、满姓汉名、满语姓名、称名不道姓、简化版满姓与汉名合用等例子。

## 生活

### 服饰

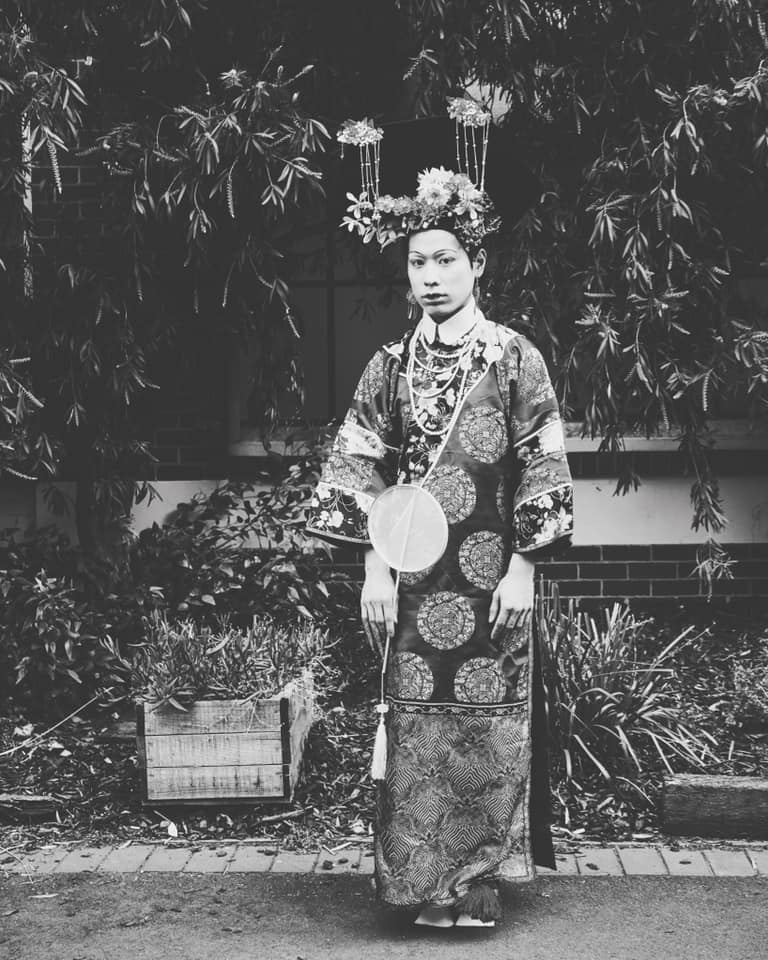
一名清末滿族貴婦

满族服饰承袭了女真传统，早期尚白。由于射猎生活的需要，无论男女均身着袍服。在关外时期以皮毛制品为主，清朝入关后分为单、夹、皮、绵四种材质。满族袍服的特点主要是圆领、窄袖、捻襟、带扣袢、衣裳连结，窄袖前端接有一个半月形的袖头，因形状酷似马蹄，俗称马蹄袖，又名箭袖（穆麟德轉寫：waha）。平时穿着将袖头挽起，作战或围猎之时放下，冬季还可以起到御寒作用。女子的袍服的样式与男子大体相同，但装饰较多。满族通常还在袍服外面穿着一种长至肚脐的对襟短褂，因为起初是在骑马作战时穿着，所以称作马褂，无袖的称作马夹或坎肩，主要为八旗“军服”，之后随着清朝推行易服政策在中期普遍流行开来，成为“礼服”。袍衫和马褂还在近代演变为旗袍和唐装，被视作中国元素的代表之一。在东北满族聚居区或一些传统节日的庆祝活动上仍可常见身着传统服饰的满族人。
同其他北方民族一样，满族男子的传统发式也是辫发。不同之处在于，满族发式是半剃半留，剃去周围的头发，只留颅后部分，再编成发辫。这种发式曾经随着清廷的剃发政策而推广至中原其他民族中去。民国建立之后，辫发被正式废止。满族女子在年幼时候也像男子一样剃发，样式也大致相同。成年后，开始蓄发，式样很多，两把头是其中最普遍的一种。梳这种发式要先将头发束到头顶，分成两绺，各绾成一个发髻，再将后部余发变成一个燕尾形的长扁髻，平时插入长约30厘米，宽约2-3厘米的名为“大扁方”的木制发簪。重要场合则佩戴旗头，长约30厘米，宽10厘米左右，多由青素缎等制成。咸丰之后，两把头的样式逐渐增高，燕尾也越来越大，由此逐渐演变成一个新的发型“大拉翅”，大拉翅是一种形似六遍扇面的冠，多以铜丝为骨架，黑缎为面。
满族有戴帽子的传统，自幼时起就开始着帽。根据寒暑分为暖帽、凉帽两种，帽顶有红缨。入关以后，又吸收了明代的六合帽，俗称“瓜皮帽”。此外，还有毡帽、风帽、皮帽、耳套等不同式样的帽子。在鞋的方面，清代满族男子着靴、布鞋或草鞋，东北地区的则习惯穿着一种名为靰鞡的鞋，它是由靰鞡草与牛皮或鹿皮缝制而成，在冬季可以御寒。女子没有缠足习惯，女式旗鞋通常分为平底和高底两种，平底鞋多为方口，有夹、绵之分；高底鞋主要根据鞋底的不同分为马蹄、花盆、元宝底，鞋面则雷同。还有一种便鞋，也叫绣花鞋，在鞋跟方面比旗鞋要薄，便于行走。
满族女子素有“一耳三钳”的习俗，乾隆年间曾一度发展为“一耳五钳”。直至今日，仍可在年纪稍大的满族女性中见到傳統式一耳三钳之风。其他女子首饰的佩戴与汉人大同小异。男子也有扎耳孔的习惯，有在幼年时扎耳孔好养活的说法。与女子不同，男子一般只扎一个，带一个铜圈，但成年后大都不再佩戴。由于骑射风俗，满族男子还佩戴扳指，入关前，主要使用鹿骨扳指，以有眼者为贵。入关后，逐渐发展为纯配饰，又新增了玉、象牙等材质。当时，满族对扳指尤为重视，几乎人手一枚。

### 饮食
满族的传统饮食除不吃狗肉外，很多习惯都与北方汉人相近。
满族的主食以穀物为主，通常是麵食和黏食，味道多酸、甜。麵食以餑餑为主（穆麟德轉寫：efen），即满族对块状面食的统称。京旗滿族有每天午飯後、晚飯前都要吃一頓餑餑的习惯。饽饽有不同的口味，萨琪玛是其中最有名的一个种类。满族也以米饭为主食，有高粱米、小米、稗米飯和包饭等。
在菜肴方面，猪肉是比较常见的材料。满族称猪肉为「白肉」、「福肉」，傳統上是祭祀薩滿教神明的食品。儀式後分而食之。東北滿族以此制成“大鍋肉”的知名燉菜。京旗營房还有一種叫做“白煮肉”的吃法，將豬肉用白水煮熟後切片粘醬油吃，肉片切剩下的肉塊可以切成肉末燙飯，稱作“白肉燙飯”。豬血还可以加入調料攪拌後灌入腸中制成“白肉血肠”，與另一传统菜肴燉酸菜搭配食用。鹿肉也是满族传统菜肴之一，有燉、烤等吃法，京郊滿族有在重陽節吃烤鹿肉的習慣。满族也有火锅，由滿族的先人們常用的野炊方式發展而成。
同其他北方民族一樣，滿族人也喜好喝酒。起初不單是為了消遣娛樂，也跟北方寒冷，酒可以起到一定禦寒作用有關。傳統而言，一般滿族人好喝黃酒和燒酒兩種。

### 民居

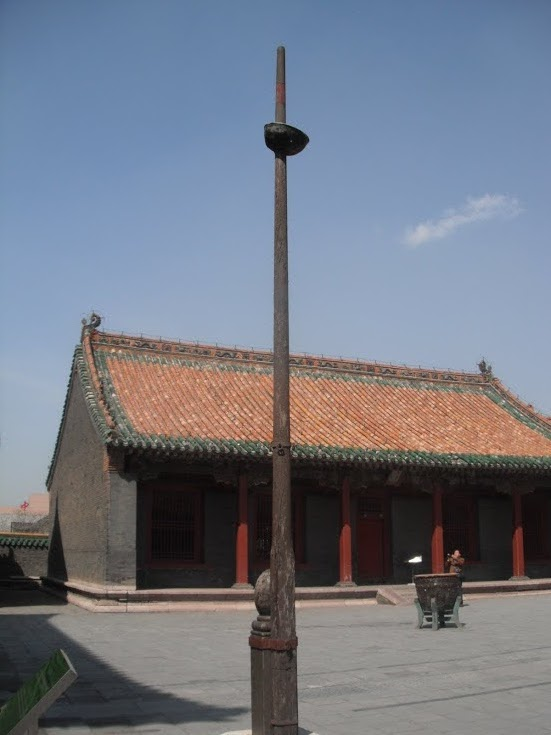
盛京故宫里的索伦杆

满族传统民居通常向阳而筑，多为草顶，一旁设有极富满族特色的方形烟囱。围墙大体有土筑、泥堆两种建筑方式。室内三面皆炕，如“匚”形。满族习俗以西为贵，南次之。满族人家习惯在西墙上供奉神明、英雄以及自家家谱，所以西炕又有“佛爷炕”之称，客人拜访时不能随便坐在西炕或在上面摆放杂物，如果违反，会被视作对主人祖先的不尊敬。房屋分为上屋、下屋、堂屋三大间，门设在中间，每边有三扇窗户。院内建有影壁墙，竖有索伦杆，有的家庭还建有花庭、八角凉亭等。院的门前还有上马石等。

### 教育
自清朝入主中原后，在与汉文化的交流影响下，满族逐渐开始注重旗下子弟的相关教育。清廷设置各类八旗官学，其中包括负责宗室觉罗子弟教育的八旗宗室觉罗学、京师以及各地驻防旗人的官学、義學，由本旗佐领推选的教师教授满文和骑射，后期还有本地汉人儒士加入，教授汉文化方面知识。这些举措使得满族教育文化在清代得到了发展，使受过教育的满族子弟在清代可通过翻译科或正常科举考试进入仕途。
当代满族自1984年起与中国其他少数民族一样拥有各级院校的招生优惠政策。在满语教育方面，许多高等学院和民间教育机构都创办了满语班，从而培训了一批满语文相关人士。

## 習俗與信仰

### 民俗

#### 礼俗
满族重视礼节，当男子请安时，凡身着箭服者，先缀起马蹄袖头和袍服，将袖头垂下，左脚略微前移，右腿屈膝，略低头后逐渐起身。受礼者除家中尊长外，其余亲友需要半揖还礼，平辈要同样还礼。除请安礼外，还有磕头礼。满族非常注重按礼式行礼，神明祖先三跪九叩，父母尊长一跪三叩。每到过年，晚辈通常会磕四个头，长辈坐而受之。磕到第三个的时候，长辈会说一些祝福的话，否则不敢起身。女子则施用万福礼，以两手按腿，行三叩首；或两手按腿，行三叩首后，以手加额头跪着点头，施以抚鬓礼。满族十分尊敬长辈，平日里都要向尊长朝夕问安，长辈不让坐则不敢坐，没有命其退下则不敢退。有客人来，家中晚辈都要亲自接待客人、打杂。路遇年长之人要给其让路，待其通过后，才可走动。平辈相见除了互相请安外还使用执手或抱肩礼。这些礼节在满族聚居之地至今仍可常见。此外，满族还敬重犬和鸦鹊，不杀狗、不吃狗肉、也不使用任何狗皮制品；家门口竖有索伦杆，在杆上面的锡斗内放有碎肉来喂养鸦鹊(因紀念始祖受烏鴉保護)。

#### 婚俗

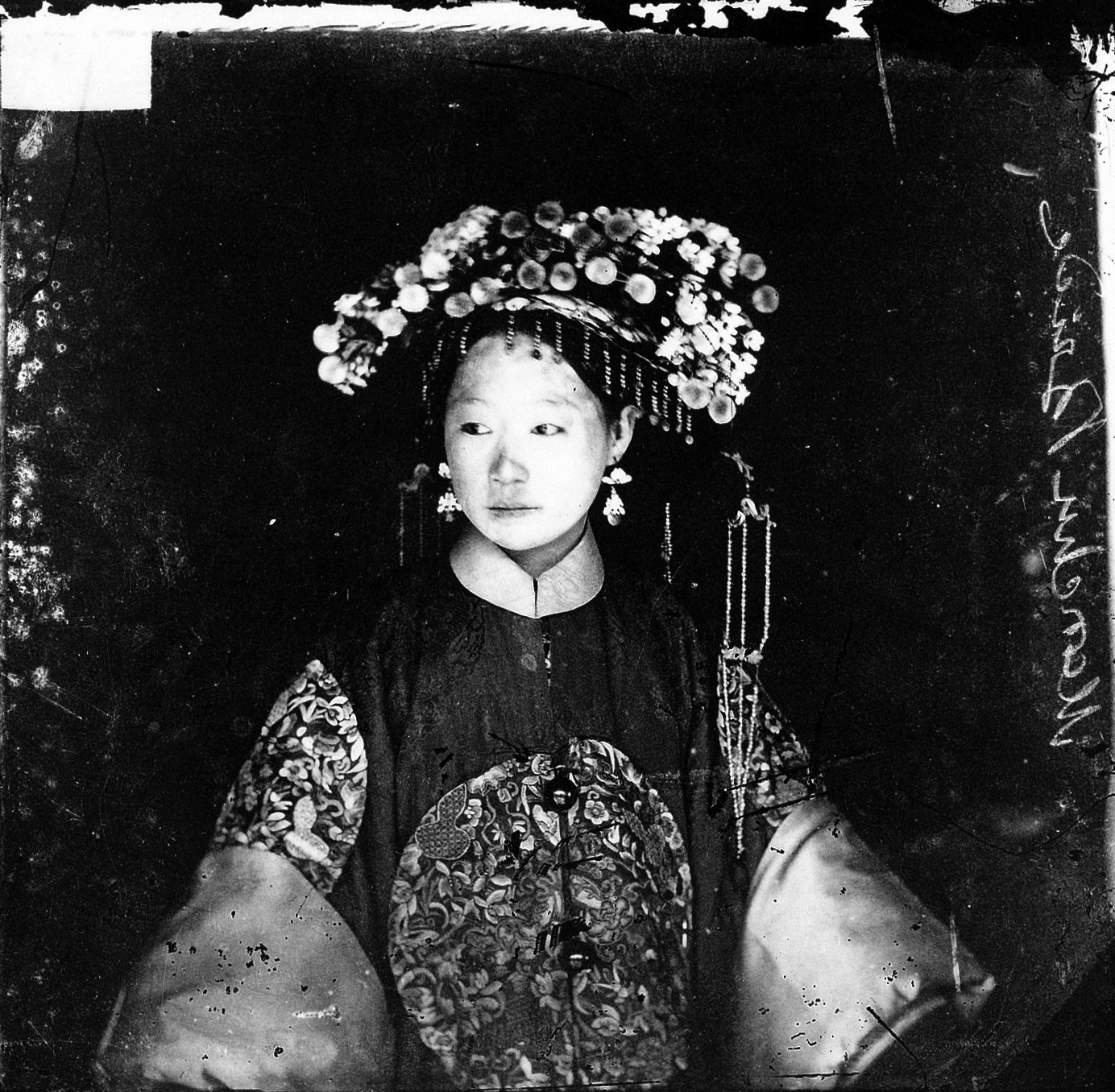
一位满族新娘

满族传统婚俗以一夫一妻为主，上层则素来有一夫多妻（平妻）的习惯。清朝入关后，一夫多妻逐渐过渡成为一夫一妻多妾的汉族宗法制度。满族结亲注重门第，但不计贫富，很少指腹为婚。在早期，还有抢掠婚、妻姊妹婚、收继婚等北方民族的婚姻习俗，自天聪年间起，收继婚等开始被逐渐禁止，但妻姊妹婚一直持续至清末。此外，同汉族一样，满族也坚持同姓不婚。女子在早期还有从死、殉葬的习俗，入关后受汉文化影响逐渐转变为守节。女性地位在入关前与男子几乎对等。入关后，受汉族礼教的影响，地位有所下降，但相较汉人女子仍要高出许多。满族女子没有附属于男人的感受，在家庭生活中也始终有较大的话语权。虽然清朝时期有旗汉不通婚的说法，但驻防八旗与当地汉人的联姻还是很频繁的。事实上，从康熙朝起，清廷就已经允许旗人娶民人之女为妻，主要禁止的是满洲旗女与民人男子的婚姻；而对于汉军旗人与汉人的婚嫁，在乾隆朝之后，则始终采取听之任之的态度。不同地區的滿族婚俗略微相异。京旗滿族婚嫁的步驟通常分為議婚、相看、庚貼、放定、嫁妝、迎娶、入門、拜堂、分大小、入洞房、吃酒、回門、對住月。而東北滿族的步骤则为問名、小定、請期、納彩、開剪、送嫁妝、迎親、裝煙、回門等。

#### 傳統節日
满族的传统节日一部分是满族文化所固有的，如添仓节、太阳节、颁金节（穆麟德轉寫：banjin inenggi）等。添仓节在每年的农历正月二十，这一天东北满族人讲究煮黏高粱米饭，放在仓库，用秫秸棍编织一只小马插在饭盆上，意思是马往家驮粮食，丰衣足食。第一天，再添新饭，连着添三回。也有的人家用高粱秸做两把锄头插在饭上。这一习俗至今仍在东北农村保留着。太阳日为农历二月初一，這天是太阳，滿族人會用麵粉做糕點，上面放煡用粘米面掐成的花小鸡，寓意金鸡报晓，迎日出。颁金节是满族的诞生之日，在每年的農曆十月十三。清太宗皇太極於1635年的這一天发布谕旨，正式定族名为“满洲”。除了满族固有节日外，受汉族习俗影響，滿族人也過農曆新年、上元节、端午节等。

### 宗教信仰
当代满族的宗教信仰比较多元化。起初，满族及其前身民族基本上以萨满教为主。清朝入关、接触中原文化之后，除了保留了一些萨满教习俗之外，满族人受中原民间信仰影响最大。佛教、道教、天主教和其他基督宗教也各有一定影响。

#### 萨满教
满族的萨满教历史由来已久，对满族的影响是非常大的。清兵入关之后，尽管满族民众普遍接受了中原民间信仰，但仍保留许多萨满教遗俗。主要体现在灵魂信仰、叫魂、追魂、图腾崇拜、梦魇信仰、善人神化等方面。由于清朝统治者视宗教为一种笼络其他势力的手段，故并未给萨满教这个本民族的宗教施以特惠。除了清代宫廷内的坤宁宫祭祀和宫内堂子祭祀之外，北京没有萨满祭祀之所。因此东北一直流传着萨满和藏密喇嘛斗法，以及皇帝帮助喇嘛迫害萨满的民间传说，这些都是萨满教徒对本族的皇帝怀有不满情绪的体现。

#### 佛教
因为女真人在金朝时期就开始受渤海、高丽、辽朝和宋朝影响，已有佛教流传，所以满族对佛教并不陌生。清朝皇帝素来有“佛爷”之尊号，西藏亦视其为文殊菩萨化身。努尔哈赤、皇太极均与藏传佛教之格鲁派有频繁接触。其后的皇帝都有较高的佛法造诣，尤其是顺、康、雍、四帝。
順治帝曾拜玉林通琇為上師，命宦官吳良輔代替自己出家，雍正帝更是苦讀《金剛經》，精研禪宗，法號圓明居士，還著有《揀魔辨異錄》，乾隆也以第三世章嘉呼圖克圖為上師。然而，藏传佛教主要是清朝上层笼络蒙藏贵族的一种手段，与普通满族民众的信仰关系并不大，滿族一般民眾的信仰，與漢族混合漢傳佛教的中原民間信仰，可說是相差無幾，往往焚香禮拜釋迦如來、藥師如來、阿彌陀佛、白衣观音、地藏菩薩等。

#### 道教與中原民间信仰
入关前，满族已开始受到中原汉族文化和信仰的深刻影响。1615年，努尔哈赤在赫图阿拉城同时兴修了堂子、地藏寺、玉皇庙、关帝庙、文庙、城隍庙和昭忠祠七大庙，玉皇庙和城隍庙为道教的宫观，关帝庙主要供奉三界伏魔大帝关公，文庙中供奉了孔子及以下4圣、12先贤、77先儒和79先贤。只有堂子为满族萨满教。其中，关羽崇拜最深入人心，很快超越了满族原有的部落神、祖先神，成为“护国之神”。清人王嵩儒曾提到：“本朝未入关之先，以翻译《三国》为兵略，故其崇拜关羽。”
清兵入关之后，普通满族民众受中原汉族的民间信仰影响是最大的。满族所祭之神明，除在家祭祖之外，已同汉族基本一致，尤以关帝崇拜为重。满族及其先世对关羽的崇拜由来已久，元朝时期即已盛行。至万历年间，早已成为一种信仰。相传清太祖努尔哈赤尚未起兵之时，曾于明朝边疆处获伏魔大帝关圣帝君神像。清朝时期，满族视关帝为“护国神”，言必尊称“关玛法”（穆麟德轉寫：guwan mafa，意为“关老爷”或“关爷爷”），不敢称其名讳，尊崇无以复加。连关帝身旁的關平、周倉二位將軍，也尊稱老爺，礼敬有加。至於三清、玉皇、王母、三官、嶽帝、北帝、呂祖、天后等各種道教神祇，滿人亦多為崇信。满族也有财神崇拜，但所拜之财神不止一位。有红袍纱帽着明代装束的，有翎顶袍褂着清代装束的，还有一种财神则类似于狐仙。满族还供奉灶神，灶神旁边通常还有其夫人“灶王奶奶”。传说灶王爷在每年腊月二十三晚上会上天庭，向玉皇大帝報告他所在人家这一年来的状况，主要是投诉其罪過，以供報應。所以清代满族人家还会在这一天烧香以及供上关东糖，稱為送灶王，嘱咐灶神“好事多说，不好事少说”。此外，满族还信奉长白山神、兔儿爷、茅姑姑等汉族神明和一些其他蒙、藏民族神明的习俗。

#### 罗马天主教
受罗马教廷在华耶稣会传教士的影响，满族在历史上也曾有过一定规模的天主教徒。早在1650年左右，就有旗人官兵成为天主教徒的记载，康熙帝舅父佟国纲、佟国维，及其族人佟国器等均信奉天主教，传教活动以及人数在康雍乾时代达到顶峰。简仪亲王德沛是其中较为知名的例子。他受洗成为天主教徒，教名“約瑟”，他的福晋也一同受洗，教名“瑪利亞”。同一时期还有多羅貝勒蘇努诸子乌尔陈、苏尔金、库尔陈、书尔陈等八人为虔誠的天主教徒。其中第十子书尔陈，教名“保禄”，尤为虔诚。他曾跟随大将军允禵远征西藏，立有战功。皈依天主教后，书尔陈表示从此“只和耶稣的敌人作战”，遂辞官不出。
至清朝中期，朝廷因礼仪之争等原因禁止教士传教，苏努家族等旗人教徒也因此遭到打压，但一直无法彻底禁绝宗室、觉罗、以及普通旗人皈依天主教。例如，苏努曾孙图钦、图敏等至嘉庆十年仍不畏打压，拒绝出教，与旗人教友魁敏、窝什布等一同被发配伊犁。同时期还有旗员佟恒善、佟澜等人抗旨奉教的例子。不过，天主教也因不断被打压而最终未能在满族民众中间取得更多发展。到了民国，满族人因地位一落千丈，京旗满族或出于信仰或希望获得教会救济，一时间很多人加入天主教或其他基督教派。英敛之是近代最为著名的满族天主教徒之一，为天主教辅仁大学的创建者。

## 藝術與文學

### 文学
满族的文学作品以神话故事为主，主要有《天宫大战》、《女真定水》、《长白仙女》、《尼山萨满传》等。其中影响最大的当属《尼山萨满传》。它讲述了描写尼山萨满帮助意外身亡的员外之子复活的过程，在满族之外的其他通古斯民族，如锡伯、赫哲、鄂温克、鄂伦春诸多民族中均有广泛流传。尼山萨满传有齐齐哈尔本、两种不同的瑷珲本、还有满族人德克登额创作的海参崴本，这四个版本的内容大体一致，以海参崴本流传最广，已译成多国语言出版发行。
清朝时期，八旗文学曾繁盛一时。诗人袁枚感叹“近日满洲风雅，远胜汉人，虽司军旅，无不能诗。”因此诞生了许多汉语言文学著作。以纳兰性德的词集《饮水词》、顾太清的诗集《天游阁集》、铁保所编纂的八旗诗集《熙朝雅颂集》和文康的小说《儿女英雄传》为典型代表。

### 曲艺
滿族與曲藝頗有不解之緣，尤其清代八旗子弟特別鍾情於此，當今曲藝界名角也不乏滿族人的身影。就傳統而言，滿族普遍酷愛的曲藝有京劇、子弟书、八角鼓和相聲。其中八角鼓和子弟書是滿族的本民族曲藝，而京劇和相聲在其發展過程中與滿族存在着密不可分的關係。

#### 八角鼓和子弟书
八角鼓是满族本民族的原创曲艺，据说本是乾隆年间征金川凯旋途中军营自娱自乐的一种演艺形式。鼓身源自八旗军鼓，八角形状，以木为框，单面蒙蟒皮，周围嵌响铃，下端还有丝制的穗子，有黄、白、红、蓝四色，象征八旗的四种颜色。演奏时用手指打击鼓面发声，同时摇晃鼓身或用手指搓鼓面发出铃声。八角鼓一般由三人出演，一位负责击鼓弹弦子，一位丑角负责逗哏，还有一位主唱的演者。有单演和全堂八角鼓等形式，在清代广受八旗子弟的喜爱。民国以后，八角鼓逐渐势微，但由它所衍生的单弦和相声等曲艺仍然廣受大眾喜愛。单弦是八角鼓三人出演模式的變種，有自弹自唱和唱者加伴奏两种演艺形式。而相声则是從全堂八角鼓中拆分而成的獨立曲種。许多单弦、相声艺人都是八角鼓艺人出身。
八角鼓的主要唱本是子弟书。它源于一种叫做“满洲调”的传统小曲，又经清代八旗子弟再创造发展，故得名“清音子弟书”。虽然子弟书并非汉人的原创艺术，但它融合了不少汉文化的说部题材。内容以《三国演义》、《红楼梦》、《西厢记》、《白蛇传》、《聊斋志异》等名著中的典故为主。此外还有一部分表现八旗子弟生活的作品，以笔名“鹤侣”的宗室奕庚为代表，他所创作的《老侍卫叹》、《少侍卫叹》和《女侍卫叹》为这类题材的典范。子弟书节目内容丰富，唱词多七字一句，唱腔有东城调、西城调（又稱東調、西調）之分，与大鼓互相影响，但韵律始终独具一格。

#### 京劇
京剧，被视作中国的国粹。它融合了徽劇等其他传统曲种的特点，在清代逐渐形成一种独立的曲艺形式。当时，上至皇帝、下至普通旗人普遍对听京戏情有独钟。前期主要广泛流行于宫廷，根据不同场合有不同的戏目，如“月令承应”、“法宫雅奏”、“九九大庆”、“劝善金科”、“升平宝筏”、“顶峙春秋”、“忠义璇图”等。自嘉道年间起，京旗民间票房逐渐兴起。著名的票房有“风流自赏票房”、“翠峰庵赏心乐事票房”、“悦性怡怀票房”、“公悦自赏票房”、“游目聘怀票房”、“霓裳雅韵票房”等。票友基本为宗室、京旗子弟，其中不乏日后民国时期的名角。
然而，为了防止八旗子弟沉湎于戏曲，朝廷禁止在内城开设戏园，更不许旗人登台演唱、“与优伶为伍”。但这仍然无法阻拦八旗子弟对戏曲的热爱。嘉庆十一年（1806年），满洲御史和顺查奏说，京旗子弟中有人登台演戏。结果事后再次追查时，却发现和顺本人也常去违例听戏。不得已，和顺杜撰了一个“密为访查”的理由，结果被嘉庆帝识破，革职议处。至道光年间，违例听戏、登台演戏之事更多，且爵职越来越高，贝勒奕绮、盛京将军奕颢、惇亲王绵恺、镇国公绵顺、乍浦副都统觉罗善英、副都统常明、松杰、理藩院郎中保举、副将达崇阿等接连因私匿优伶、游庙听曲、于府中演戏而获罪受罚，贝勒奕绮甚至因此被革去爵位。后来，旗人索性自发组织“票房”，与其他旗人票友搭伴演唱以过戏瘾。由于票房不是正式演戏，故不在禁令之列。民国之后，由于不再有法令束缚满族登台演戏，于是梨园产生了很多满族名角。
京剧中有“旗装戏”（又名满装戏），戏中演员身着满族服饰来饰演遼、金等番邦人物。《四郎探母》、《雁门关》、《赶三关》、《银空山》中的萧太后、铁镜公主、代战公主均身着满族女子服饰。旗装京戏中的还使用个别满语台词如“巴图鲁”、“额娘”等也是用来诠释该角色的番邦人物身份。另外，清代满族，尤其是营房满族对岳飞十分推崇，呼之为“岳老爷”。他们和汉人一样，听宋金交战的戏，习惯以宋为正面，金为反面。

#### 相聲
相声自全堂八角鼓中拆分而出，主要讲究“说、学、逗、唱”四门功课，有单口、对口、群口相声等表演形式。由于相声融合了八角鼓、子弟书等满族曲艺，故尤其在满族群体中广受喜爱。相声界满族名人辈出，有阿彦涛、恩绪、裕二福、裕德隆、郭启儒、常宝堃、趙佩茹、侯宝林、王凤山等名家。

#### 其他
除了八角鼓和子弟书之外，满族还有本民族语言的說部藝術“烏勒本”（穆麟德轉寫：ulabun）流行于东北地区。它的體裁主要有兩大種類，一是廣藏於满族民众中之口碑民间文学传说故事，如《尼山薩滿傳》；二是谣谚以及具有独立情节、自成完整结构体系、内容浑宏的长篇说部艺术。舞蹈方面則有滿族秧歌，至今仍為東北地區各民族人士所喜愛。

## 体育娱乐

### 骑射

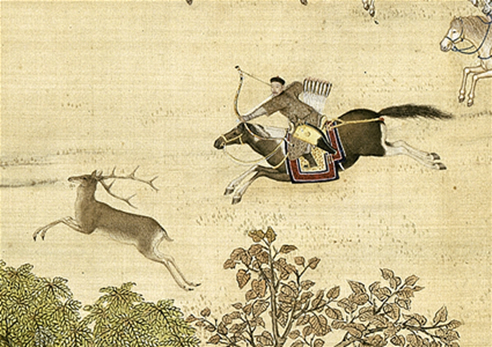
乾隆帝骑射图

满族素善骑射（穆麟德轉寫：gabtan niyamniyan）。皇太极曾说过，“我国武功，首重骑射。”入关之前，连十余岁的儿童都能“佩弓箭驰逐”。在皇太极统治时期，骑射被提升至国策家法的重要地位，它与满语被一同列为“满洲根本”，被历代皇帝所首重。即便清朝入关之后，依然毫无懈怠（旗兵每月要正式訓練六次）。每年春秋，八旗兵丁均照例举行校射。不仅普通子弟，八旗官员也在自宅设有靶场进行练习；王公贵胄的要求更为严格，他们自幼就需要练习骑射，水平低劣者甚至影响爵位的承袭。清初旗人的马步射水平很高。弓用八力，箭长三尺，镞长五寸，名“透甲锥”，所中必穿透，连贯两人尚有余力。
自清中期，射箭由武功逐渐娱乐化，蜕变为多种玩法的游戏，有射鹄子、射布靶、射绸。最难的一种是暮夜中悬香火，对空发矢，全凭技艺。大清律例禁止赌博，但对旗人射箭下赌没有限制，有的旗人于家门口书写“步把候教”四字，就是在摆场子赌箭。乾隆朝以后，八旗子弟的骑射水平渐至废弛，但统治者依然身体力行加以提倡。清朝皇帝直至咸丰帝均娴熟于马术，即便是同治帝也曾猎于南苑。围猎是清朝皇帝试图维持骑射旧俗的一种手段，其中最有代表性的就是“木兰秋狝”，它不仅是清朝皇帝会盟于蒙古诸部的一个活动，也是对八旗兵将骑射水平的一次考验和历练。直至今日，射箭作为一个传统仍在满族人中间具有一定的人气，也不乏来自其他国家的满洲传统射箭爱好者。

### 布库

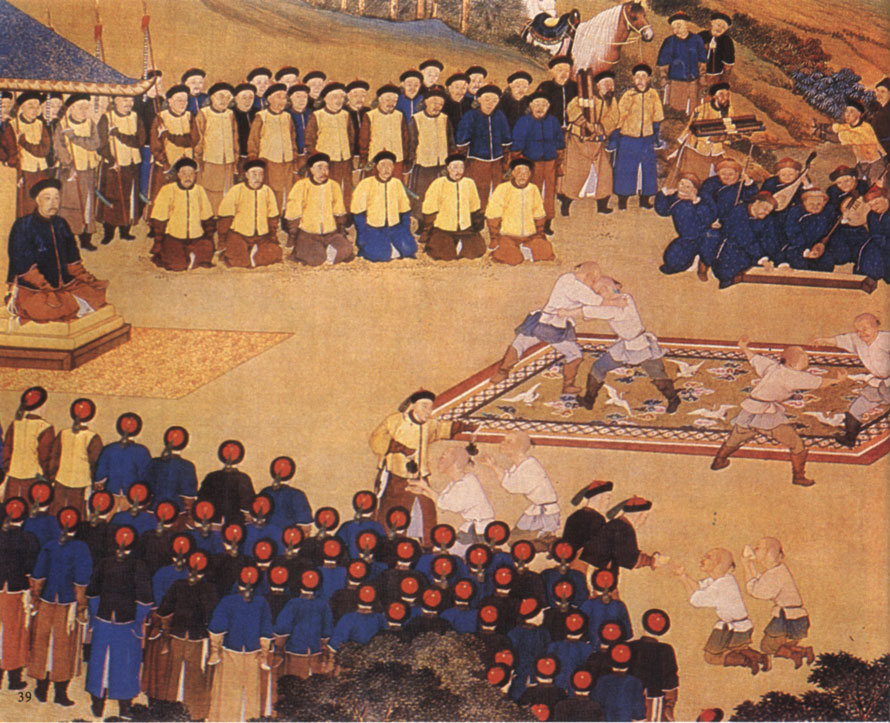
满族摔跤手演练布库

布库（穆麟德轉寫：buku）即满族摔跤，是满族最重视的一门格鬥技。清朝时期，宫廷曾设立“善扑营”选拔优秀力士二百名，按等级分为头等、二等、三等。历史上也一直有康熙帝用布库兵擒鳌拜的说法。布库的满语本意是“摔跤手”或“大力士”，该词源自蒙古语“搏克”（蒙古语：ᠪᠥᠬᠡ， бөх）。据清代文献记载还有“布库之戏”、“布库戏”、“演布库”、“撩脚”、“角抵”、“相扑”、“相搏”等别称。布库虽为徒手相搏，但技法的关键在于脚力，因此脚力的大小对于比赛的胜负起着决定性的作用。
满族摔跤史可追溯至女真人的“拔里速戏”，而拔里速戏则由契丹文化中沿袭而来，此项运动本与蒙古式角力——搏克无太大差别。元明时期，居住于东北地区的女真人广受蒙古文化影响，搏克（布库）也是其中之一。后金时期，统治者以军事训练为目的，大力提倡演布库。清朝皇帝每年于承德避暑山庄或北京圆明园高山水长楼前与蒙古各部进行比赛。民国之后，布库的招数融入中国式摔跤之中，成为其最重要的组成部分。其中，“北京流派”完全沿袭了清代善撲營的布库技法。

### 猎鹰
渔猎民族出身的满族素好鹰戏。其中所使用鹰种以海东青为贵。海东青猎捕能力很强，非一般鹰鹞可比。在清代，献给宫廷一只海东青可立折现银30两，外加赏银10两，毛青布20匹。当时宁古塔地区以盛产猎鹰而闻名，当地有专门以捕鹰训鹰为业的鹰户，成为清代向朝廷贡献鹰、鹞的基地之一。北京内务府也设置养鹰鹞处，专门负责收缴及训练。每年秋季，皇帝与众王公大臣于南苑、北苑或西苑行围，养鹰鹞处的统领带着鹰手架鹰出行。京旗满族也好以鹰为戏，他们通常有“较猎”和“比赛”等玩法，相较东北满族训鹰捕猎而言娱乐性质更浓。而贵胄子弟更是讲究，非佳种不玩，也不愿从鸟市买成年好鹰。他们通常都是自己在郊区捕捉雏鹰，从头驯养，才觉有趣。直至今日，满族的训鹰传统仍在一些地区完好地保留下来。

### 冰嬉

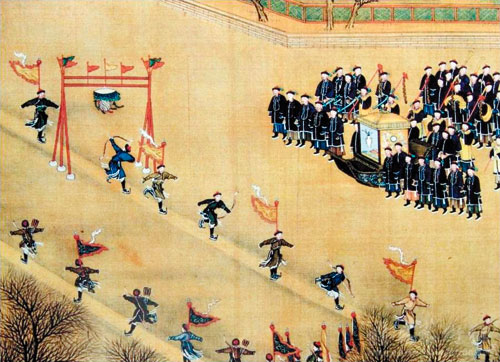
冰鞋营于太液池表演溜冰与滑射

冰嬉是满族传统的体育及娱乐活动之一，在关外时期就已非常流行，故乾隆帝称其为“国俗”。每年冬天，冰嬉都是皇家的重要活动之一。清廷特别在键锐营中设置“八旗冰鞋营”，进行冰上表演。它的历史可以追溯到后金时期，起初的目的是为了培养一直善于在冰上作战的“特种部队”。其编制有1600人，至嘉庆年间，这支部队改隶精捷营，编制也缩减为500人。
民国时期，有一位名叫吴桐轩的老人是当时北京一名滑冰好手。他出身满洲吴雅氏，曾是慈禧太后御用的“冰鞋处”成员之一。至二十世纪四十年代中后期，年逾古稀的吴桐轩仍然时常出现在北京各处冰场。
当代体育界中的优秀滑冰运动员也不乏满族人的身影，如花样滑冰世界冠军赵宏博、佟健等。

### 其他
除了猎鹰之外，满族人还以饲养其他鸟类为乐趣，尤以京旗满族为典型。清代京旗满族养鸟颇为讲究，若看文采，就饲养红绿鹦鹉、虎皮鹦哥、芙蓉、倒挂、碧玉、珍珠等；若听叫声，则选择画眉、百灵、字字红、字字黑、小黄鸟等；还有一些专供于欣赏各种技艺的，如梧桐、交嘴等；此外还有饲养鸽子者等。斗蛐蛐也是一种广受京旗满族喜爱的娱乐活动之一。清朝时期，每至夏秋，从王公贵胄到普通子弟均以此为乐。还有一种打拐游戏，满语称作“噶什哈”（穆麟德轉寫：gacuha），东北满族习惯称之为“噶拉哈”，满语意为“髌骨”。京旗满族玩的噶什哈以马骨为主，而东北则以猪骨为主。清入关之前，曾有人用之赌博，故又被称为“博戏”。清太宗曾谕令八旗子弟，壮者以角弓羽箭习射，年幼者以木弓柳箭习射，对于“好为博戏，闲游市肆者”，要捉拿治罪。在此之后，噶什哈逐渐发展为妇女儿童间的游戏。直至今日，在东北的一些地区，仍然受到当地各民族人士的喜爱。满族还有一些传统的球类运动，如京郊营房的满族有以踢石球为游戏者，东北满族则踢一种以熊皮或猪皮缝制，内填充软物而成的皮球，称作“踢行头”，这种运动通常在陆上进行比赛，也有于冰上竞技者，称作“冰上蹴鞠”。此外，满族还有一些儿童闯关的娱乐游戏，如跑马城等。

### 引用
1. 1 2 3 4  《中国人口普查年鉴-2020》，国务院第七次全国人口普查领导小组办公室编，中国统计出版社，2022年6月，ISBN 978-7-5037-9771-2
2. 1 2 3  翁福祥. . 中华民国满族协会.   [2017-12-04]. （原始内容存档于2017-05-02）.
3. ↑  中国人民大学.  (1-12): 21. 1997.
4. 1 2   (PDF). 美国人口普查局. 2000  [2017-12-04]. （原始内容存档 (PDF)于2017-08-30）.（英文）
5. 1 2  范立君、肖光辉. . 中国人民大学清史研究所.   [2024-09-11]. （原始内容存档于2024-09-11）.
6. 1 2 3  阿桂等 1988，第28頁
7. ↑  震钧 1982，第1, 5（出版说明）頁
8. ↑  满族简史编写组 2009，第266頁
9. ↑  中国社会科学院语言研究所词典编辑室 2005，第1073頁
10. ↑  辞海编辑委员会 1979，第10頁
11. ↑  中华民国教育部. . 重编国语辞典修订本. 2015  [2017-12-09]. （原始内容存档于2017-12-09）.
12. ↑  定宜庄 1999，第5（前言）頁
13. ↑  刘小萌 2008，第231頁
14. ↑  中华书局编 1985，第258（世祖实录）頁
15. ↑  李德山 & 栾凡 2003，第69頁
李学勤 & 中华文化通志编委会 2010，第509頁
李治亭 1997，第7頁
朱诚如 2003，第447頁
启功 2004，第3頁
中国人民大学.  (1-12): 100. 1997.
故宮博物院.  (63-70): 81. 1994.
16. 1 2 3  阎崇年 2008，第49頁
17. ↑  郑天挺 2009，第79頁，参引王氏《东华录》顺治八，顺治四年五月乙巳条
18. ↑  孟森 2010，第7-8頁
19. ↑  . 围场满族蒙古族自治县人民政府.   [2022-02-12]. （原始内容存档于2022-02-12）.
20. 1 2  满族简史编写组 2009，第206-207頁
21. ↑  阿桂 1988，第2頁
22. ↑  孟森 2006，第6頁
23. ↑  杉山正明 & 黃美蓉譯 2013，第389-391頁
24. ↑  滕绍箴. . 学习与探索. 1981, (03): 141-144.
25. ↑  《族称manju词源探析》，长山作，刊载于《满语研究》2009年第01期
26. ↑  《筆苑雜記》，徐居正撰
27. ↑  《满洲名称之种种推测》，馮家昇作，《东方杂誌》30卷第17號
28. ↑  《“满洲”名称考述》，滕绍箴撰，《民族研究》1996年4月
29. ↑  Hölzl, Andreas. . International Journal of Eurasian Linguistics. 2022, 4 (2): 160–208  [2023-02-23]. （原始内容存档于2023-05-31）.
30. ↑  孙进己 & 孙泓 2010，第2, 289, 305, 306頁
31. 1 2 3  孟森 2006，第7頁
32. ↑  满族简史编写组 2009，第1頁
33. ↑  李燕光 & 关捷 2003，第1頁
34. ↑  满族简史编写组 2009，第2頁
35. ↑  佚名 1879，第151頁
36. ↑  孟子等 2009，第822頁
37. ↑  满族简史编写组 2009，第3頁
38. ↑  满族简史编写组 2009，第4頁
39. ↑  陈寿 & 裴松之 2005，第848頁
40. 1 2  满族简史编写组 2009，第5頁
41. ↑  满族简史编写组 2009，第6頁
42. 1 2  满族简史编写组 2009，第8頁
43. ↑  孟森 2006，第8頁
44. 1 2 3 4  满族简史编写组 2009，第9頁
45. ↑  郑天挺 2010，第39頁
46. ↑  宋濂等 1976，第2307頁
47. ↑  金启孮 2009，第107頁
48. 1 2  金启孮 & 凯和 2006，第119頁
49. 1 2  孟森 2006，第12頁
50. ↑  孟森 2006，第118-120頁
51. 1 2  孟森 2006，第31頁
52. ↑  孟森 2006，第12-13頁
53. ↑  孟森 2006，第120頁
54. ↑  孟森 2006，第43, 121頁
55. ↑  孟森 2006，第121頁
56. ↑  满族简史编写组 2009，第14-15頁
57. ↑  满族简史编写组 2009，第16頁
58. ↑  孟森 2006，第130頁
59. ↑  孟森 2006，第19, 21頁
60. ↑  金启孮 2006，第120頁
61. 1 2  福格 1984，第216頁
62. ↑  孟森 2006，第137頁
63. ↑  中华书局编 1985，第32（满洲实录）頁
64. ↑  赵尔巽等 1998，第2頁
65. ↑  阎崇年 2006，第351, 353頁
66. ↑  赵尔巽等 1998，第9253,9254頁
67. ↑  阎崇年 2006，第257-265頁
68. ↑  满族简史编写组 2009，第34頁
69. ↑  满族简史编写组 2009，第34, 40頁
70. ↑  满族简史编写组 2009，第40-41頁
71. 1 2  中华书局编 1985，第330,331（太宗实录）頁
72. ↑  中华书局编 1985，第376（太宗实录）頁
73. ↑  阎崇年 2008，第340, 341頁
74. 1 2  張傑 & 張丹卉 2005，第134頁
75. ↑  張傑 & 張丹卉 2005，第18頁
76. ↑  滿族簡史編寫組 2009，第86頁
77. ↑  鄂爾泰等 1985，第1326頁
78. ↑  金啟孮 2009，第5（概說）頁
79. ↑  滿族簡史編寫組 2009，第48, 59頁
80. ↑  滿族簡史編寫組 2009，第59頁
81. ↑  閻崇年 2008，第84頁
82. ↑  滿族簡史編寫組 2009，第56-59頁
83. ↑  昭梿 1980，第286,287頁
84. ↑  馮爾康 2008，第317-318頁
85. ↑  昭梿 1980，第113,224頁
86. ↑  滿族簡史編寫組 2009，第50頁
87. ↑  劉小萌 2008，第206頁
88. ↑  滿族簡史編寫組 2009，第46頁
89. 1 2  滿族簡史編寫組 2009，第54頁
90. ↑  滿族簡史編寫組 2009，第51頁
91. ↑  滿族簡史編寫組 2009，第93-94頁
92. ↑  滿族簡史編寫組 2009，第95-96頁
93. ↑  滿族簡史編寫組 2009，第54, 93, 150, 151頁
94. ↑  滿族簡史編寫組 2009，第83頁
95. ↑  Shirokogorov 1924，第i,3–4頁
96. ↑  滿族簡史編寫組 2009，第140-143頁
97. ↑  沈洁. . 人民网转载东方早报. 2011  [2017-12-04]. （原始内容存档于2020-06-10）.
98. 1 2  滿族簡史編寫組 2009，第144頁
99. ↑  滿族簡史編寫組 2009，第145頁
100. ↑  趙展. . 人民网. 2001  [2017-12-04]. （原始内容存档于2020-06-03）.
101. 1 2 3  金启孮 2009，第5頁
102. ↑  金启孮 2009，第22-23頁
103. ↑  政协文史资料研究委员会 2002，第3頁
104. ↑  金启孮 2009，第167頁
105. ↑  金启孮 2009，第170頁
106. ↑  金启孮 2009，第123, 124, 169頁
107. ↑  满族简史编写组 2009，第150-151, 153頁
108. 1 2  金启孮 2009，第157頁
109. ↑  溥仪 2007，第223-224頁
110. ↑  金启孮 2009，第160頁
111. ↑  满族简史编写组 2009，第174-190頁
112. ↑  满族简史编写组 2009，第201-202頁
113. ↑  中国新闻网. . 人民网. 2006  [2017-12-04]. （原始内容存档于2020-06-17）.
114. ↑  满族简史编写组 2009，第205頁
115. ↑  . 《明報》. 2015-07-26: A10新聞專題版.
116. ↑  满族简史编写组 2009，第217頁
117. ↑  杜家骥 2008，第46頁
118. ↑  李林 2006，第121頁
119. ↑  张佳生 2008，第230頁
120. ↑  Elliott 2001，第43頁
121. ↑  李林 2006，第122頁
122. ↑  张佳生 2008，第233, 248頁
123. ↑  Rhoads 2000，第295頁
124. ↑  王钟翰 1988，第13，258頁
125. ↑  黒龙江省地方志编纂委员会 1999，第109頁
126. ↑  《清华大学学报》编辑部.  24 (1-6): 43. 1999.
127. ↑  满族简史编写组 2009，第209-228頁
128. ↑  满族简史编写组 2009，第210頁
129. ↑  游潤恬. . 新加坡聯合早報. 2016-12-04  [2022-01-11]. （原始内容存档于2021-03-23）.
130. 1 2 3 4  《中国2010年人口普查资料》，
国务院人口普查办公室、国家统计局人口和就业统计司编，中国统计出版社，2012年4月，ISBN 978-7-5037-6507-0
131. ↑  爱新觉罗瀛生 2004，第246頁
132. ↑  佟永功 2009，第40頁
133. 1 2 3  爱新觉罗瀛生 2004，第247頁
134. ↑  爱新觉罗瀛生 2004，第248頁
135. ↑  爱新觉罗瀛生 2004，第319頁
136. ↑  爱新觉罗瀛生 2004，第248, 264, 319頁
137. 1 2 3  金启孮 2009，第107頁
138. ↑  鄂尔泰等 1985，第5325頁
139. ↑  佟永功 2009，第11-17頁
140. ↑  佟永功 2009，第17-18頁
141. ↑  佟永功 2009，第19頁
142. ↑  赵尔巽等 1998，第9257頁
143. ↑  中国第一历史档案馆译 1980，第1196-1197頁
144. ↑  佟永功 2009，第33-34頁
145. ↑  新华网. . 人民网转载新华网. 2007  [2017-12-04]. （原始内容存档于2020-06-03）.
146. ↑  人民日报. . 人民网. 2006  [2017-12-04]. （原始内容存档于2017-12-06）.
147. ↑  孙君. . 辽宁新闻网. 2012  [2017-12-04]. （原始内容存档于2013-01-02）.
148. ↑  中国新闻网. . 中国新闻网. 2011  [2017-12-04]. （原始内容存档于2021-04-15）.
149. ↑  梁震; 阿永捷; 王静. . 新浪转载城市晚报. 2012  [2017-12-04]. （原始内容存档于2021-04-15）.
150. ↑  顾然. . 凤凰网转载新文化报. 2011  [2017-12-04]. （原始内容存档于2020-06-05）.
151. ↑  张十月; 张静雅. . 中国新闻网转载北京晨报. 2012  [2017-12-04]. （原始内容存档于2017-09-29）.
152. ↑  金磊. . 大公报. 2015  [2017-12-05]. （原始内容存档于2017-11-08）.
153. ↑  金启孮 2009，第109頁
154. ↑  瀛生 2004，第973頁
155. ↑  弘昼等 2002，第31, 100, 115, 167, 181, 280頁
156. ↑  瀛生 2004，第970頁
157. ↑  瀛生 2004，第971頁
158. ↑  爱新觉罗瀛生 2004，第969頁
159. ↑  金启孮 2009，第106頁
160. ↑  脱脱等 1975，第2896頁
161. ↑  刘小萌 2008，第165-166頁
162. 1 2 3  爱新觉罗瀛生 2004，第979頁
163. 1 2  爱新觉罗瀛生 2004，第978頁
164. ↑  Elliott 2001，第243頁
165. ↑  《上谕内阁》嘉庆十九年谕
166. ↑  刘小萌 2008，第166頁
167. ↑  杨锡春 1988，第31頁
168. ↑  张佳生 2008，第237頁
169. ↑  金启孮 2009，第112, 113, 115頁
170. ↑  李燕光 & 关捷 2003，第793頁
171. ↑  金启孮 2009，第114頁
172. ↑  杨锡春 1988，第64, 183頁
173. ↑  杨锡春 1988，第64頁
174. ↑  杨锡春 1988，第64-65頁
175. 1 2  杨锡春 1988，第65頁
176. ↑  冯中豪. . 搜狐转载新京报. 2011  [2017-12-04]. （原始内容存档于2021-02-15）.
177. 1 2 3 4  曾慧 2010，第174-193頁
178. ↑  中国新闻网. . 中国新闻网. 2011  [2017-12-04]. （原始内容存档于2021-03-23）.
179. 1 2  杨锡春 1988，第66頁
180. ↑  王云英 1985，第27頁
181. ↑  杨锡春 1988，第67頁
182. ↑  曾慧 2010，第152頁
183. ↑  曾慧 2010，第153-156頁
184. ↑  曾慧 2010，第157-158頁
185. ↑  杨锡春 1988，第70-71頁
186. ↑  曾慧 2010，第156-157頁
187. ↑  金启孮 2009，第19頁
188. ↑  曾慧 2010，第106頁
189. 1 2  金启孮 2009，第20頁
190. ↑  孟杰 1989，第342頁
191. ↑  朱浩云. . 中国国家博物馆. 2011  [2017-12-04]. （原始内容存档于2017-12-06）.
192. ↑  张杰 & 张丹卉 2005，第372頁
193. ↑  金启孮 2009，第16頁
194. ↑  张杰 & 张丹卉 2005，第373頁
195. ↑  张杰 & 张丹卉 2005，第373-374頁
196. ↑  张杰 & 张丹卉 2005，第374-375頁
197. ↑  金启孮 2009，第14頁
198. 1 2  张杰 & 张丹卉 2005，第375頁
199. 1 2  金启孮 2009，第15頁
200. ↑  张杰 & 张丹卉 2005，第377頁
201. ↑  杨锡春 1988，第44頁
202. 1 2  杨锡春 1988，第45頁
203. ↑  中華人民共和國國家民族事務委員會. . 中華人民共和國國家民族事務委員會.   [2020-04-10]. （原始内容存档于2020-05-04）.
204. ↑  . 中華人民共和國中央政府. 郭禎.   [2020-04-11]. （原始内容存档于2021-02-11）.
205. ↑  杨锡春 1988，第32-33頁
206. 1 2 3  杨锡春 1988，第33頁
207. ↑  杨锡春 1988，第32頁
208. ↑  震鈞 1982，第209頁
209. ↑  杨锡春 1988，第187, 190頁
210. ↑  定宜庄 1999，第55-61頁
211. ↑  定宜庄 1999，第82頁
212. ↑  金启孮 2009，第212頁
213. ↑  张杰 & 张丹卉 2005，第404頁
214. ↑  定宜庄 1999，第53-55頁
215. ↑  定宜庄 1999，第24, 54頁
216. ↑  定宜庄 1999，第54頁
217. ↑  周虹 2005，第124頁
218. ↑  定宜庄 1999，第123頁
219. 1 2 3  李民寏 1978，第44頁
220. ↑  金启孮 2009，第32-33頁
221. ↑  定宜庄 1999，第334頁
222. ↑  金光平, 金启孮 & 乌拉熙春 1996，第212-213頁
223. ↑  张杰 & 张丹卉 2005，第402-404頁
224. ↑  张佳生 2005，第241-245頁
225. ↑  金启孮 2009，第98-106頁
226. 1 2 3 4 5 6 7  金启孮 2009，第95頁
227. ↑  张佳生 2005，第181頁
228. ↑  孟森 2006，第5頁
229. ↑  中国第一历史档案馆译 1980，第203頁
230. ↑  中华书局编 2008，第651, 878（太宗实录）頁
231. ↑  李云霞; 刘健. . 澎湃新闻. 黑龙江民族丛刊  沈阳故宫博物院院刊. 2016-07-18  [2019-07-07]. （原始内容存档于2020-10-01）.
232. 1 2  稻叶君山 & 但焘（译） 2008，第87頁
233. ↑  金启孮 2009，第96頁
234. ↑  金启孮 2009，第97頁
235. ↑  金启孮 2009，第95, 97頁
236. 1 2 3  刘小萌 2008，第690頁
237. ↑  范立君; 肖光辉. . 中国人民大学清史研究所. 2014  [2017-12-05]. （原始内容存档于2021-04-10）.
238. 1 2  刘小萌 2008，第184頁
239. ↑  方豪 1983，第47-48頁
240. ↑  刘小萌 2008，第692頁
241. ↑  吴伯娅. . 国家清史编委会. 2007  [2017-12-04]. （原始内容存档于2021-04-10）.
242. ↑  方豪 1983，第48頁
243. ↑  刘小萌 2008，第691-692頁
244. ↑  刘小萌 2008，第694頁
245. ↑  方豪 1983，第53，222-223頁
246. ↑  刘小萌 2008，第695頁
247. ↑  关纪新 1999，第66頁
248. ↑  晏可佳 2004，第68頁
249. ↑  中国大百科. . 中国大百科.   [2017-12-04].[永久][永久]
250. 1 2  德克登额著, 张广华译 & 广定远审 2007，第03頁
251. ↑  张佳生 2008，第269頁
252. 1 2 3  金启孮 2009，第147頁
253. ↑  刘小萌 2008，第124頁
254. ↑  金启孮 2009，第149頁
255. 1 2  姜昆 & 戴宏森 2005，第56頁
256. ↑  刘小萌 2008，第112頁
257. 1 2  刘小萌 2008，第113頁
258. 1 2 3  金启孮 2009，第148頁
259. 1 2  刘小萌 2008，第116頁
260. ↑  刘小萌 2008，第134頁
261. 1 2 3 4 5 6 7 8  金启孮 2009，第141頁
262. 1 2 3  金启孮 2009，第142頁
263. ↑  刘小萌 2008，第136頁
264. ↑  刘小萌 2008，第137頁
265. ↑  刘小萌 2008，第137-138頁
266. ↑  刘小萌 2008，第132頁
267. ↑  刘小萌 2008，第140頁
268. ↑  金启孮 2009，第143-145頁
269. 1 2  刘小萌 2008，第144頁
270. ↑  金启孮 2009，第146頁
271. ↑  金光平, 金启孮 & 乌拉熙春 1996，第230頁
272. ↑  金启孮 2009，第151頁
273. 1 2  江帆 2006，第181-183頁
274. ↑  《滿族硏究》编辑部.  (1-4): 80. 1993.
275. ↑  蒋良骐 1980，第46頁
276. ↑  中华书局编 1985，第446（太宗实录）頁
277. ↑  李尚英. . 国家清史纂修工程-中华文史网. 2004  [2017-12-04]. （原始内容存档于2021-04-10）.
278. ↑  刘小萌 2008，第92頁
279. ↑  刘小萌 2008，第93頁
280. 1 2 3  刘小萌 2008，第94頁
281. 1 2  刘小萌 2008，第95頁
282. ↑  人民网. . 人民网. 2017  [2017-12-04]. （原始内容存档于2020-12-11）.
283. ↑  .   [2017-12-04]. （原始内容存档于2015-02-11）.
284. ↑  金启孮 & 凯和 2006，第142頁
285. ↑  赵翼 & 姚元之 1997，第1[竹叶亭杂记]頁
286. 1 2  金启孮 & 凯和 2006，第118頁
287. ↑  金启孮 & 凯和 2006，第120頁
288. ↑  金启孮 & 凯和 2006，第121頁
289. ↑  金启孮 & 凯和 2006，第153頁
290. ↑  . 青岛晚报. 2012  [2017-12-04]. （原始内容存档于2021-03-09）.
291. 1 2  刘小萌 2008，第106頁
292. 1 2 3  刘小萌 2008，第107頁
293. 1 2 3  刘小萌 2008，第108頁
294. ↑  新华网. . 凤凰网转载新华网. 2011  [2017-12-04]. （原始内容存档于2020-06-06）.
295. 1 2 3 4 5 6  王鼎. . 中国新闻网转载北京青年报. 2010  [2017-12-04]. （原始内容存档于2021-04-15）.
296. ↑  刘小萌 2008，第105-106頁
297. ↑  刘小萌 2008，第106頁
298. 1 2 3  金启孮 2009，第9頁
299. 1 2  张杰 & 张丹卉 2005，第433頁
300. ↑  中华书局编 1985，第729（太宗实录）頁
301. ↑  张杰 & 张丹卉 2005，第434頁
302. 1 2  张杰 & 张丹卉 2005，第438頁
303. ↑  张杰 & 张丹卉 2005，第436頁